# Oscar al millor actor
L'Oscar al millor actor és una de les categories dels Premis Oscar que anualment entrega l'Acadèmia de les Arts i les Ciències Cinematogràfiques a Los Angeles, Califòrnia. El premi reconeix a l'actor que ha efectuat la millor interpretació principal de tota la indústria cinematogràfica. Els actors són nominats pels membres de l'Acadèmia que també són actors però, els guanyadors surten elegits dels vots de tots els membres de l'Acadèmia. Amb el sistema actual, un actor és nominat per una representació específica d'una sola pel·lícula i tals nominacions estan limitades a cinc per any.

## Història
En els últims 83 anys, l'Acadèmia ha atorgat un total de 83 Premis al Millor Actor Principal a 76 actors diferents. Els guanyadors d'aquesta categoria reben la coneguda estatueta daurada de l'Oscar, que representa a un cavaller armat amb una espasa esperant dempeus sobre un rotlle de pel·lícula de cinc radis. Cada radi simbolitza una de les cinc branques originals de l'Acadèmia: actors, guionistes, directors, productors i tècnics. El primer guanyador va ser Emil Jannings, l'any 1928, amb les seves interpretacions a The Last Command i The Way of All Flesh. Als 29 anys, Adrien Brody es va convertir en l'actor més jove que va guanyar aquest premi per la seva actuació a The Pianist (2002). En el 91è Premi de l'Acadèmia, Rami Malek és el darrer guanyador en aquesta categoria per al seu paper com a Freddie Mercury a Bohemian Rhapsody (2018).

## Guardons i nominacions

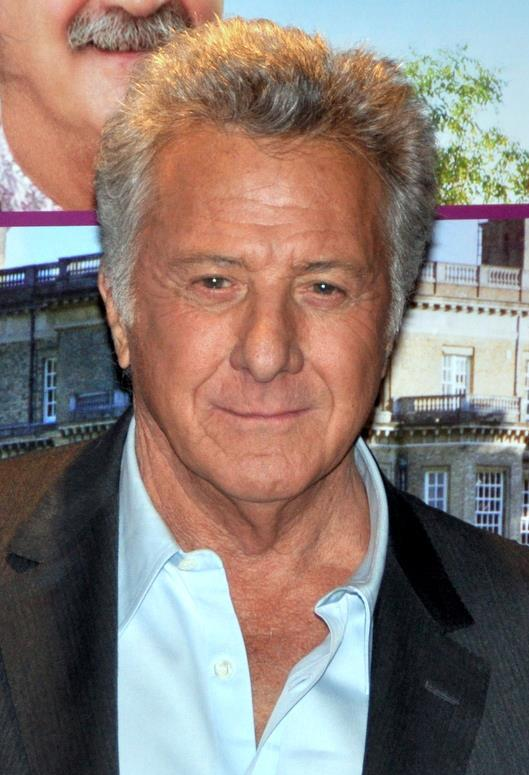
Dustin Hoffman, de set nominacions el guanyà en dues ocasions per les seves interpretacions a Kramer contra Kramer (1979) i a Rain Man (1988).

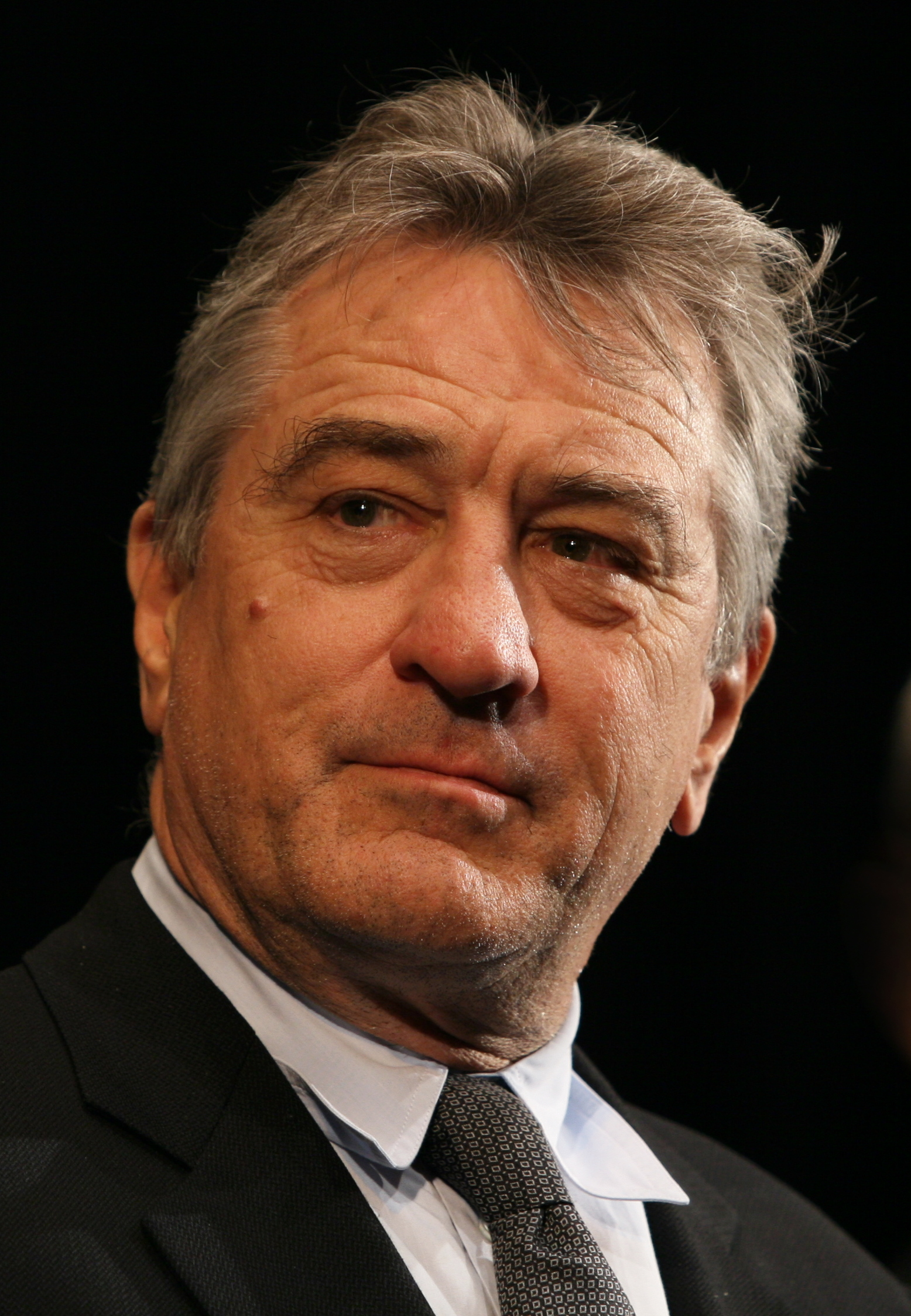
Robert De Niro ha estat nominat en cinc ocasions i l'ha guanyat tan sols un cop, el 1980 per la seva interpretació de Jake LaMotta a Toro salvatge.

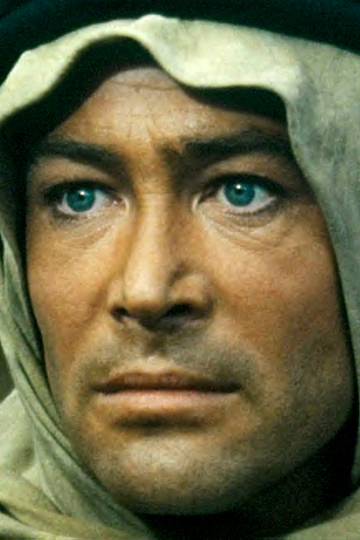
Peter O'Toole és l'actor amb més nominacions, vuit, que no ha obtingut mai l'Oscar al millor actor. El 2003 va rebre l'Oscar honorífic n reconeixment a la seva brillant carrera cinematogràfica.

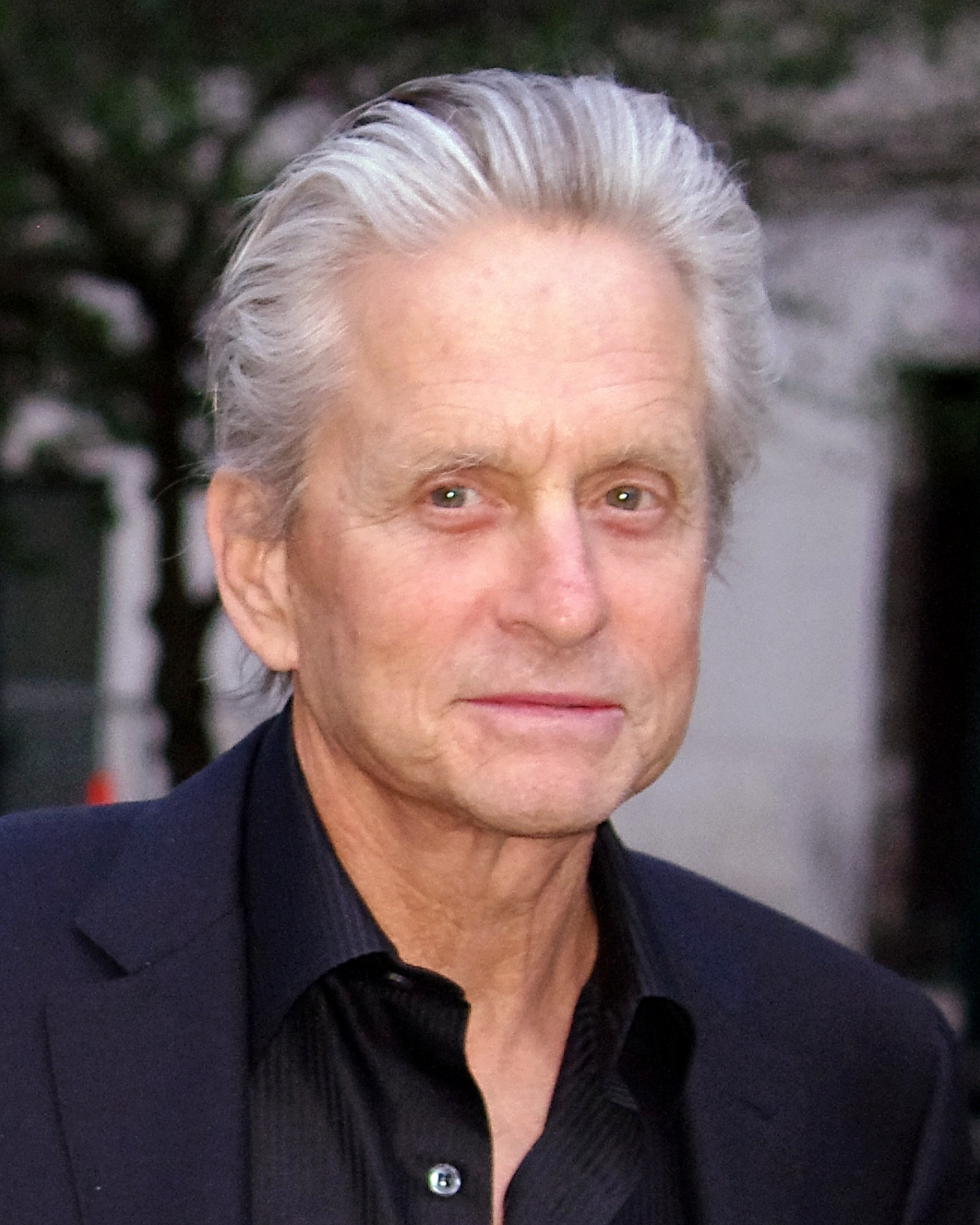
Michael Douglas el guanyà el 1987 pel seu paper a Wall Street.

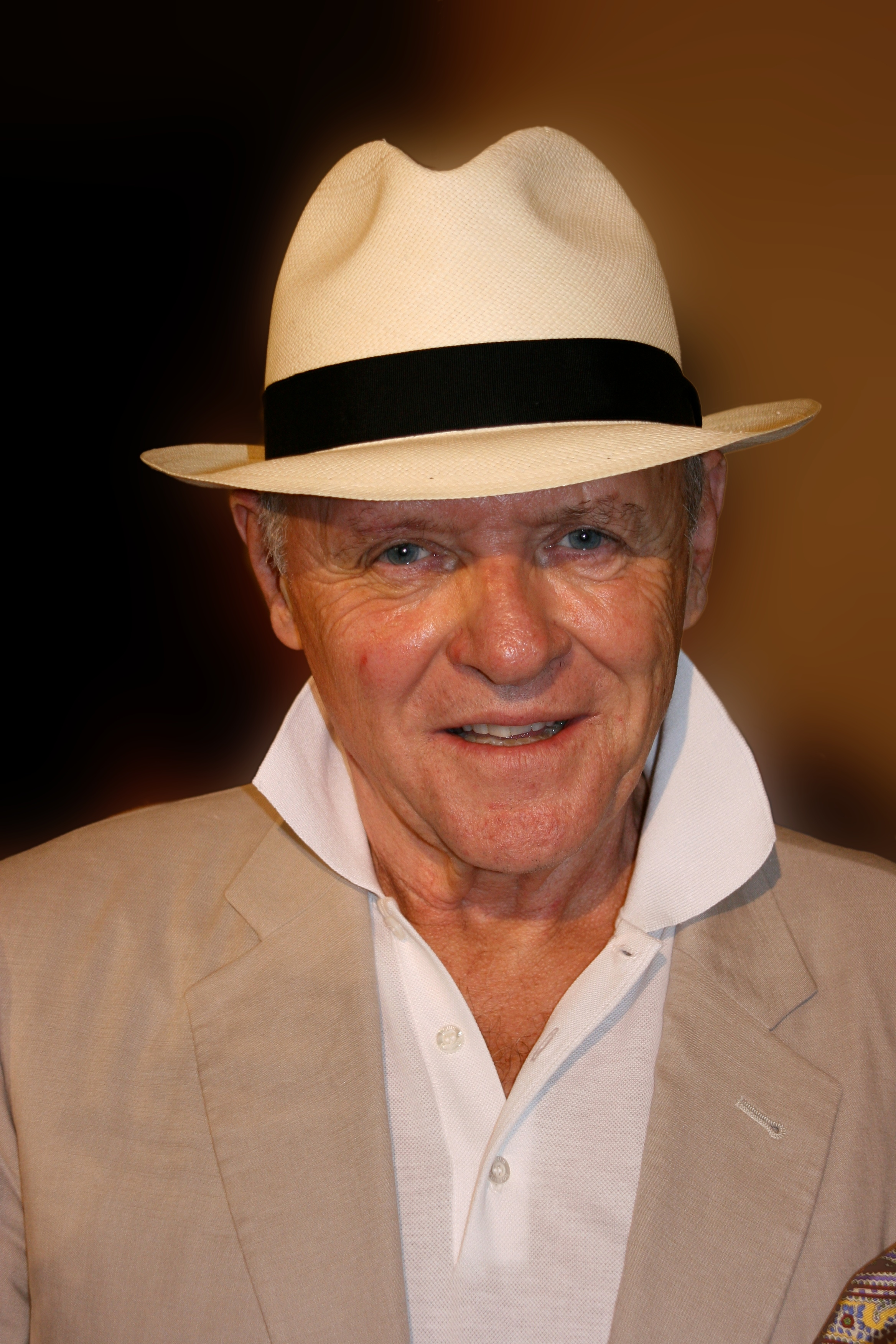
Anthony Hopkins ha estat nominat en tres ocasions i el va guanyar el 1991 pel seu paper d'Hannibal Lecter a El silenci dels anyells.

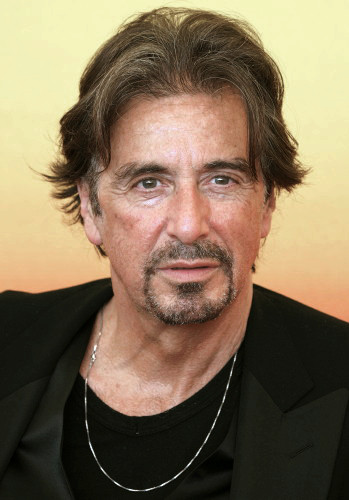
Al Pacino ha estat nominat en cinc ocasions i l'ha guanyat tan sols un cop, el 1992, pel seu treball a Scent of a Woman.

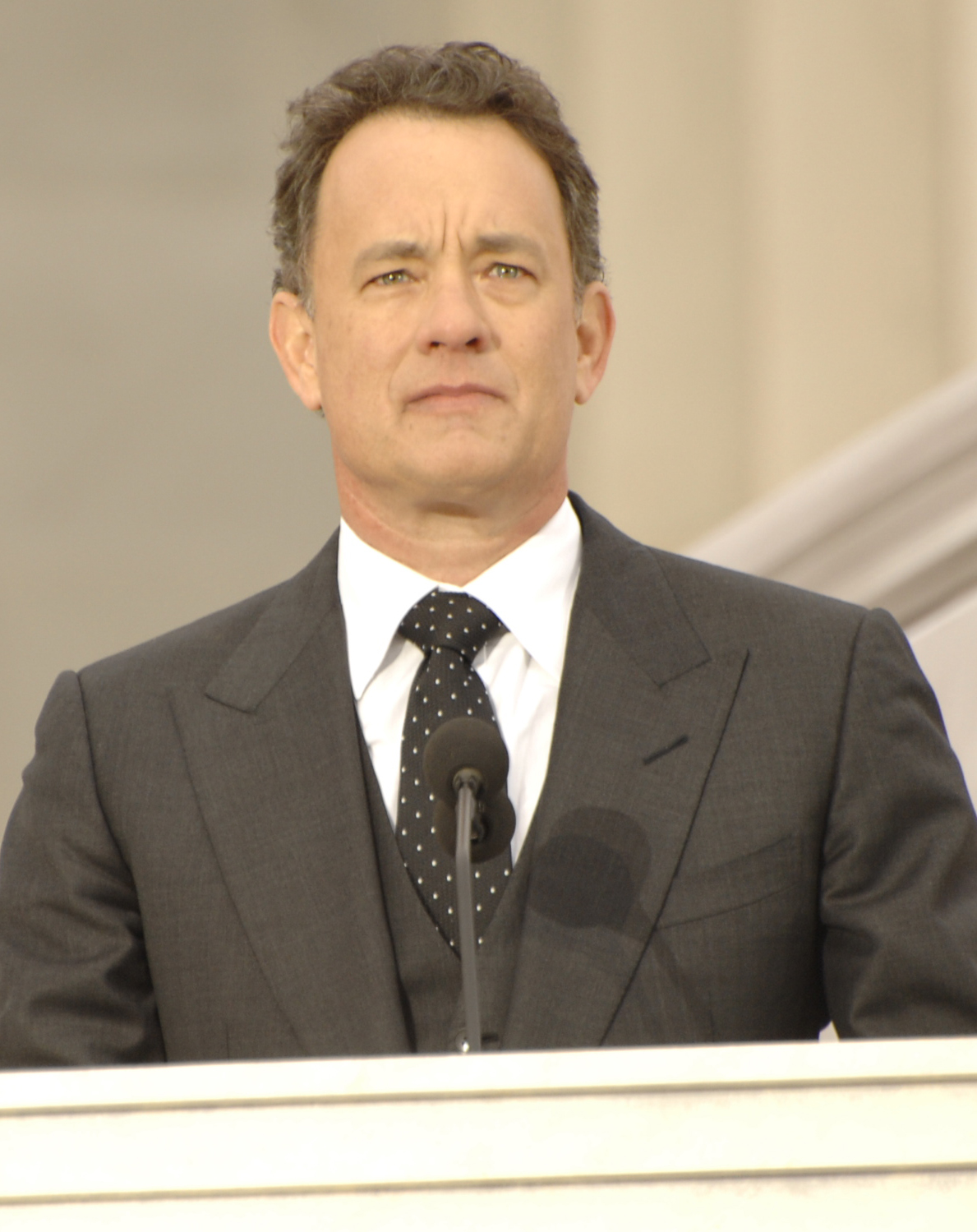
Tom Hanks l'ha guanyat en dues ocasions de manera consecutiva el 1993 i el 1994 per les seves interpretacions a Filadèlfia i a Forrest Gump.

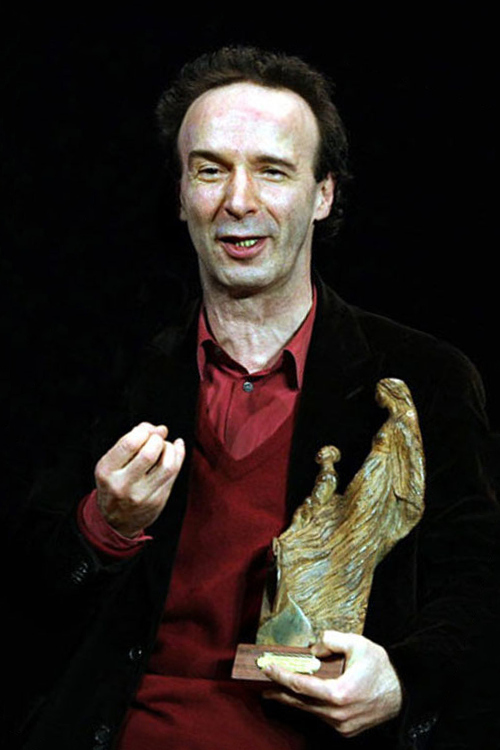
El 1998, va triomfar la La vida és bella, i Roberto Benigni es va convertir en el segon actor en guanyar un Oscar al millor actor interpretant un paper en una pel·lícula dirigida per ell mateix

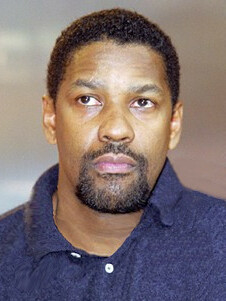
Denzel Washington ha estat nominat en quatre ocasions i el va guanyar el 2001 per la seva actuació a Training day: dia d'entrenament.

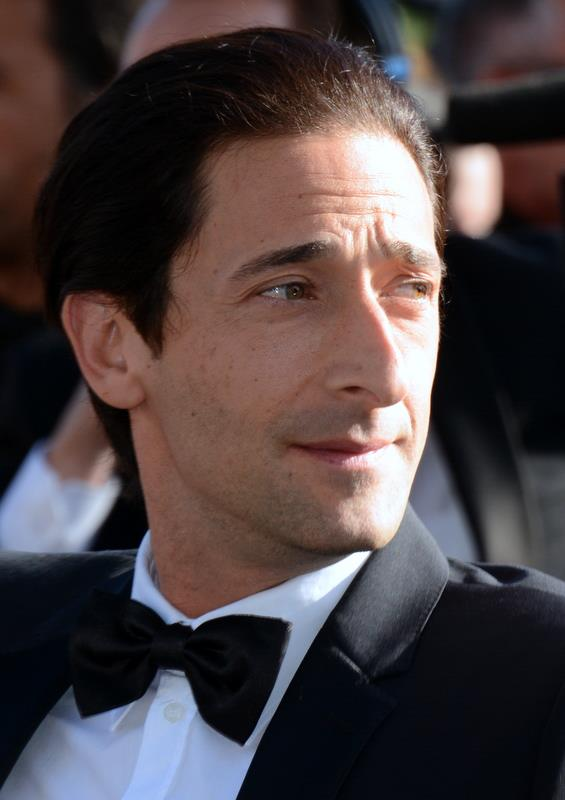
Als 29 anys, Adrien Brody es convertí en l'actor més jove en guanyar-lo per la seva interpretació a El pianista.

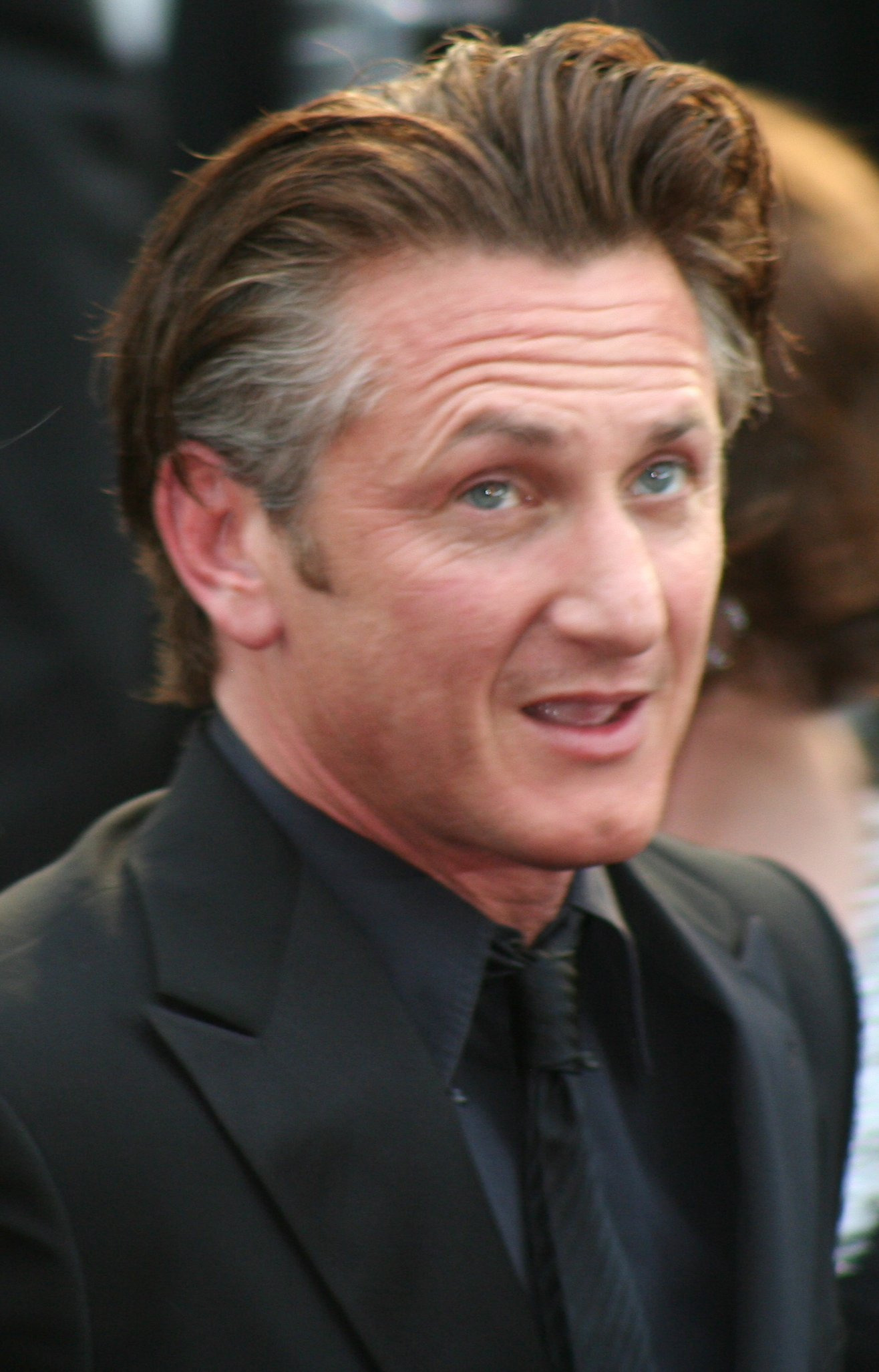
Sean Penn ha estat nominat en cinc ocasions i l'ha guanyat en dues ocasions per les seves interpretacions a Mystic River (2003) i a Em dic Harvey Milk (2008).

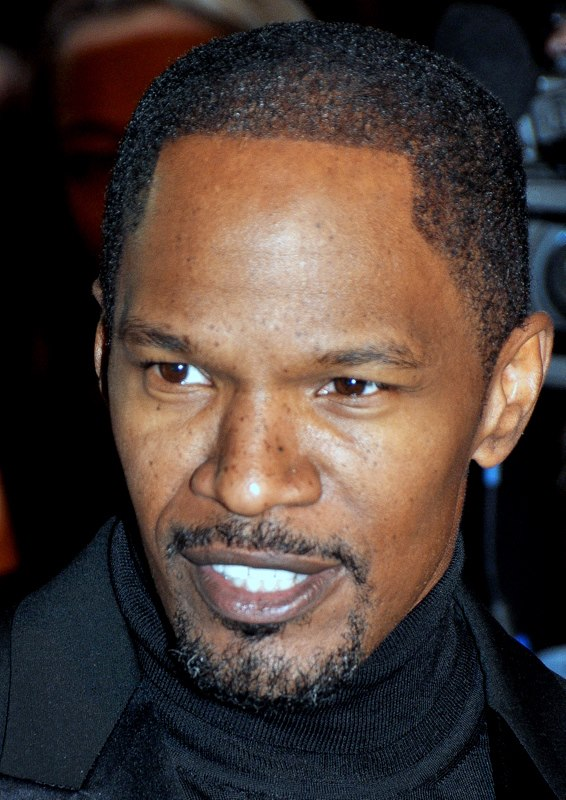
Jamie Foxx el guanyà el 2004 pel seu paper interpretant Ray Charles a Ray.

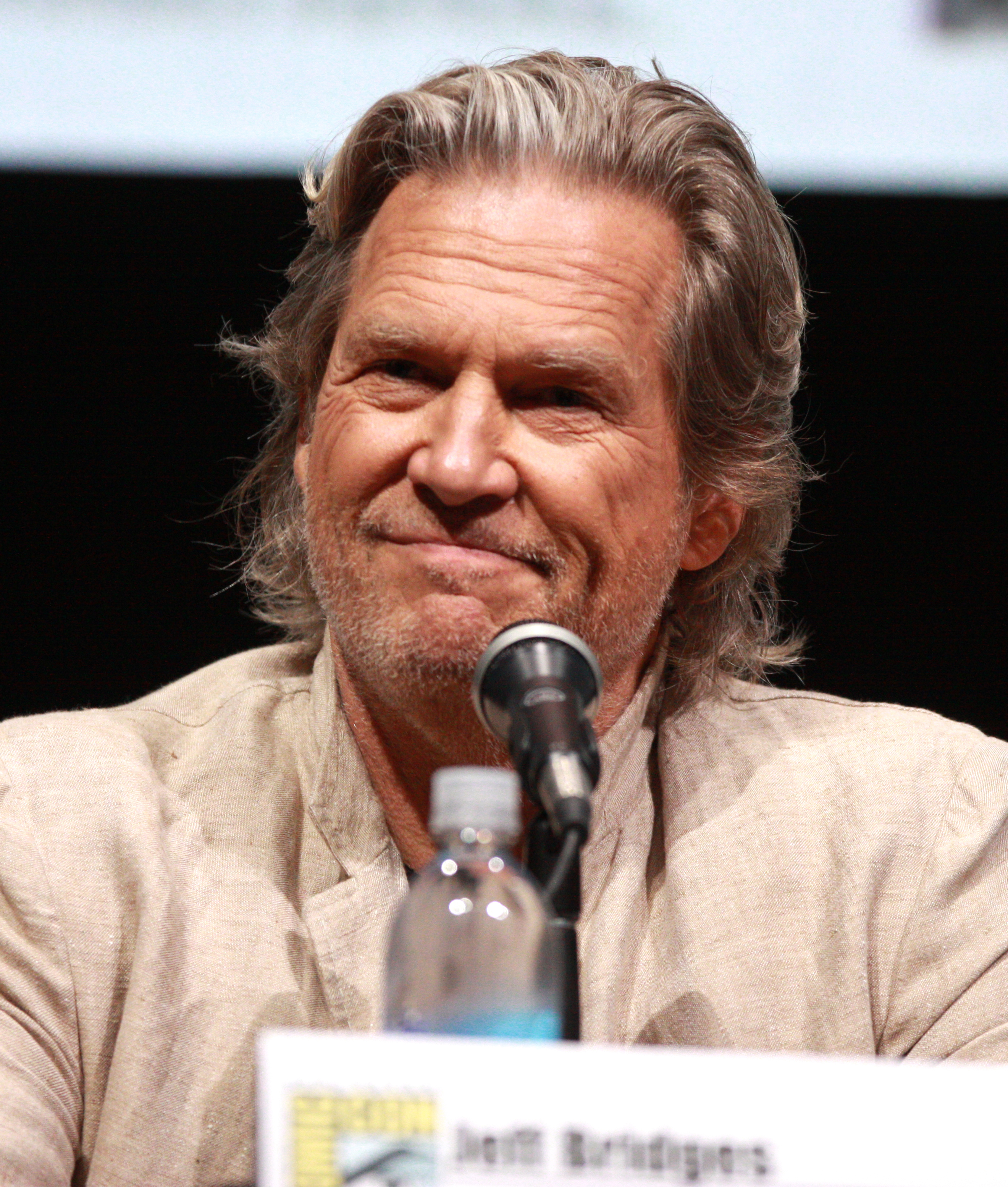
Jeff Bridges ha estat nominat en tres ocasions i el va guanyar el 2009 pel seu paper a Crazy Heart.

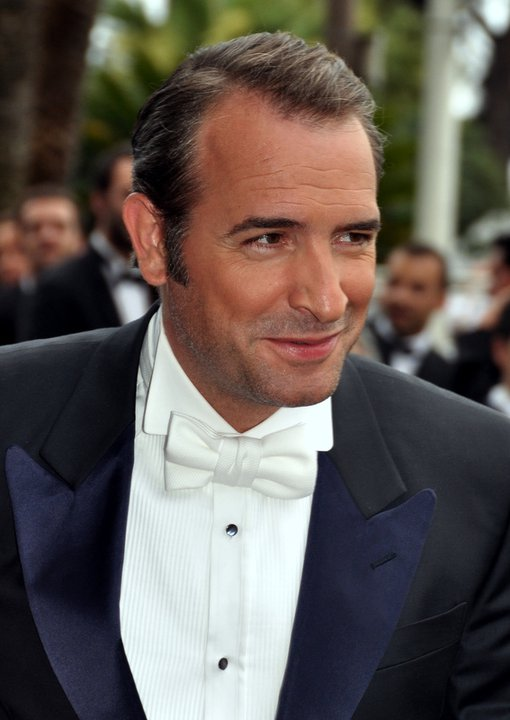
Jean Dujardin el guanyà el 2011 pel seu paper a The Artist.

En les llistes que segueixen, el guanyador del premi es mostra en primer lloc i el segueixen els altres nominats. Cada entrada individual mostra el nom de l'actor seguit pel títol de la pel·lícula i el nom del personatge que interpretava. Seguint la pràctica de l'Acadèmia, les pel·lícules detallades en la llista estan classificades segons l'any de la seva nominació oficial a Los Angeles el qual és, normalment, l'any de la seva estrena.

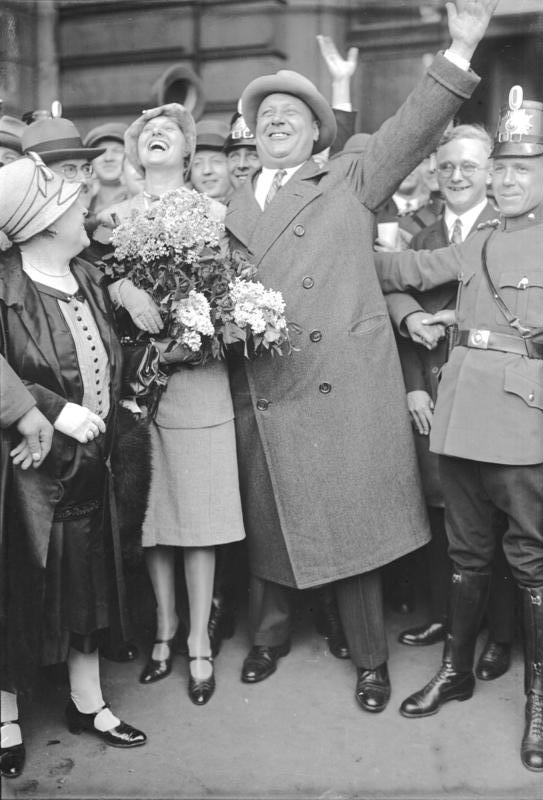
Emil Jannings fou el primer guanyador en aquesta categoria pels seus papers a The Last Command i The Way of All Flesh.

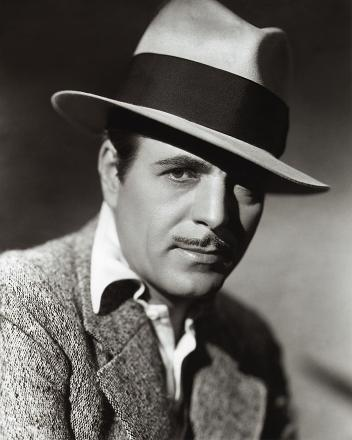
Warner Baxter el guanyà el 1928 per la seva interpretació a In Old Arizona.

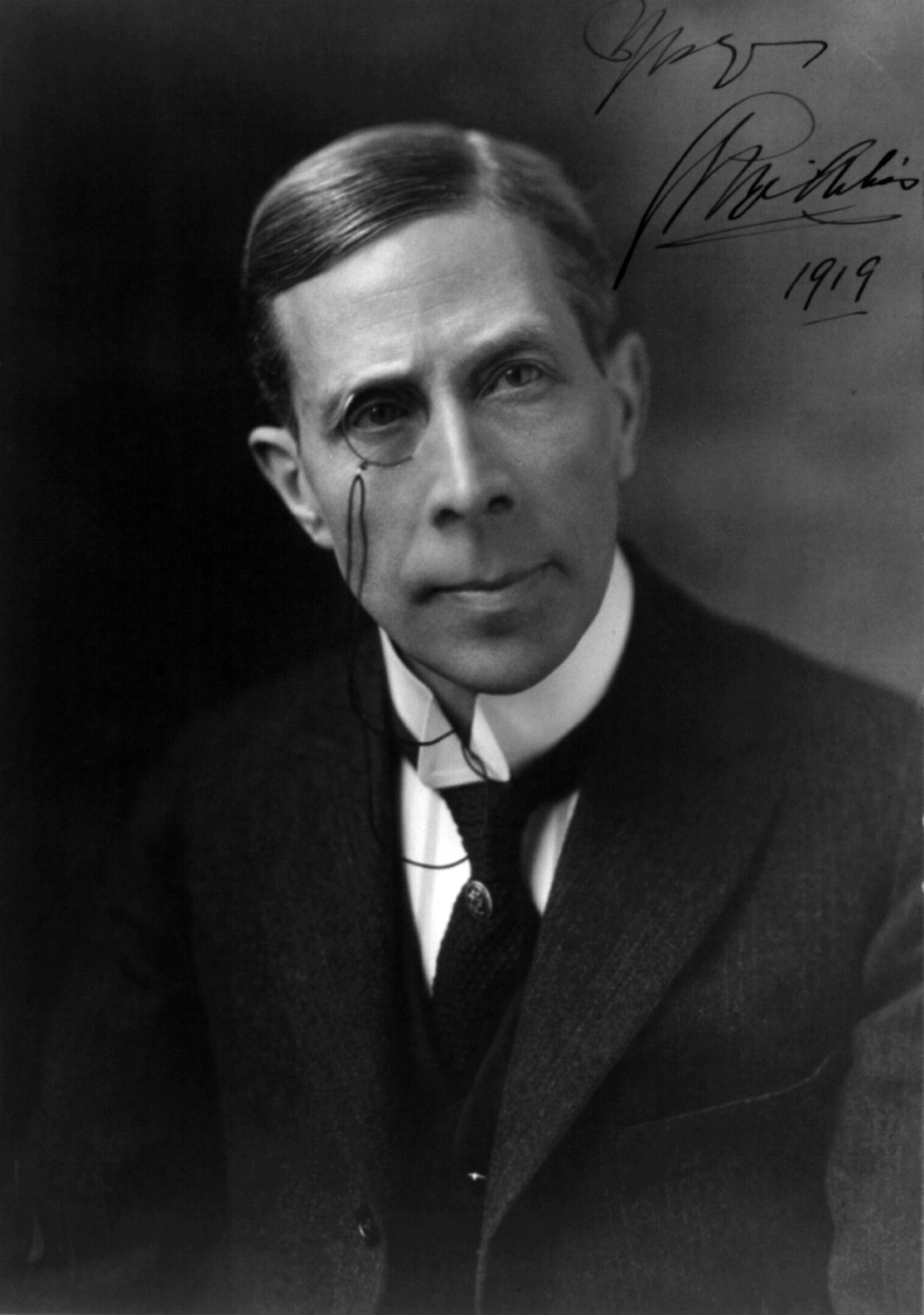
George Arliss el guanyà el 1929 per l'actuació a Disraeli.

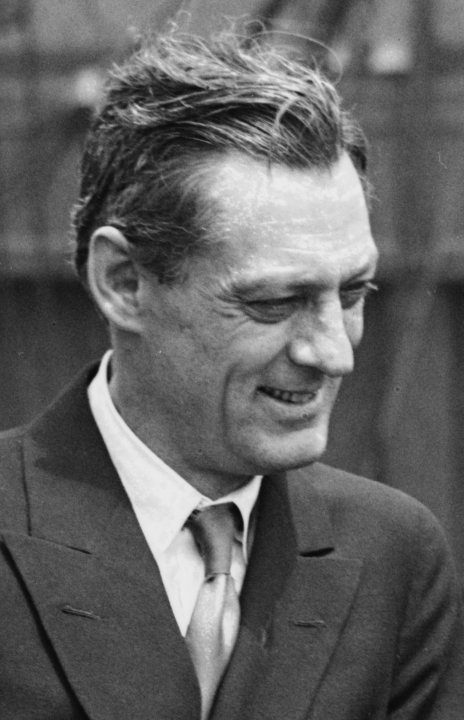
Lionel Barrymore aconseguí l'Oscar el 1930 fent el paper de Stephen Ashe a A Free Soul.

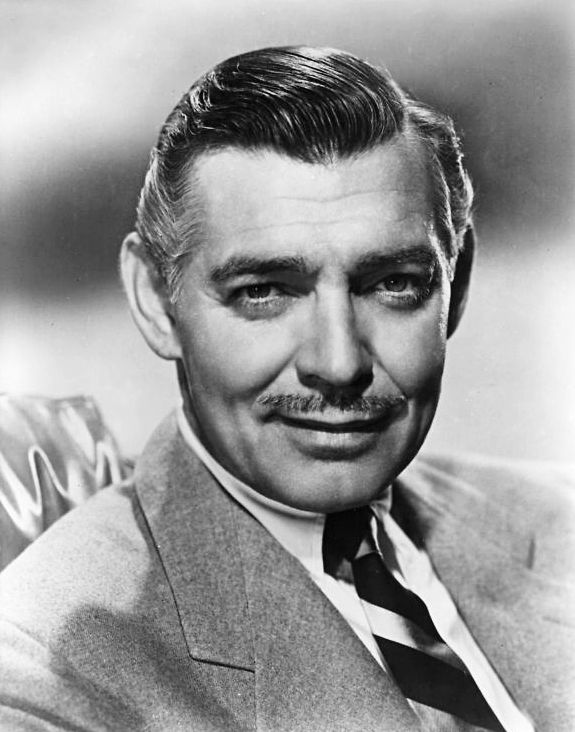
Clark Gable el rebé el 1934 per la seva interpretació a It Happened One Night.

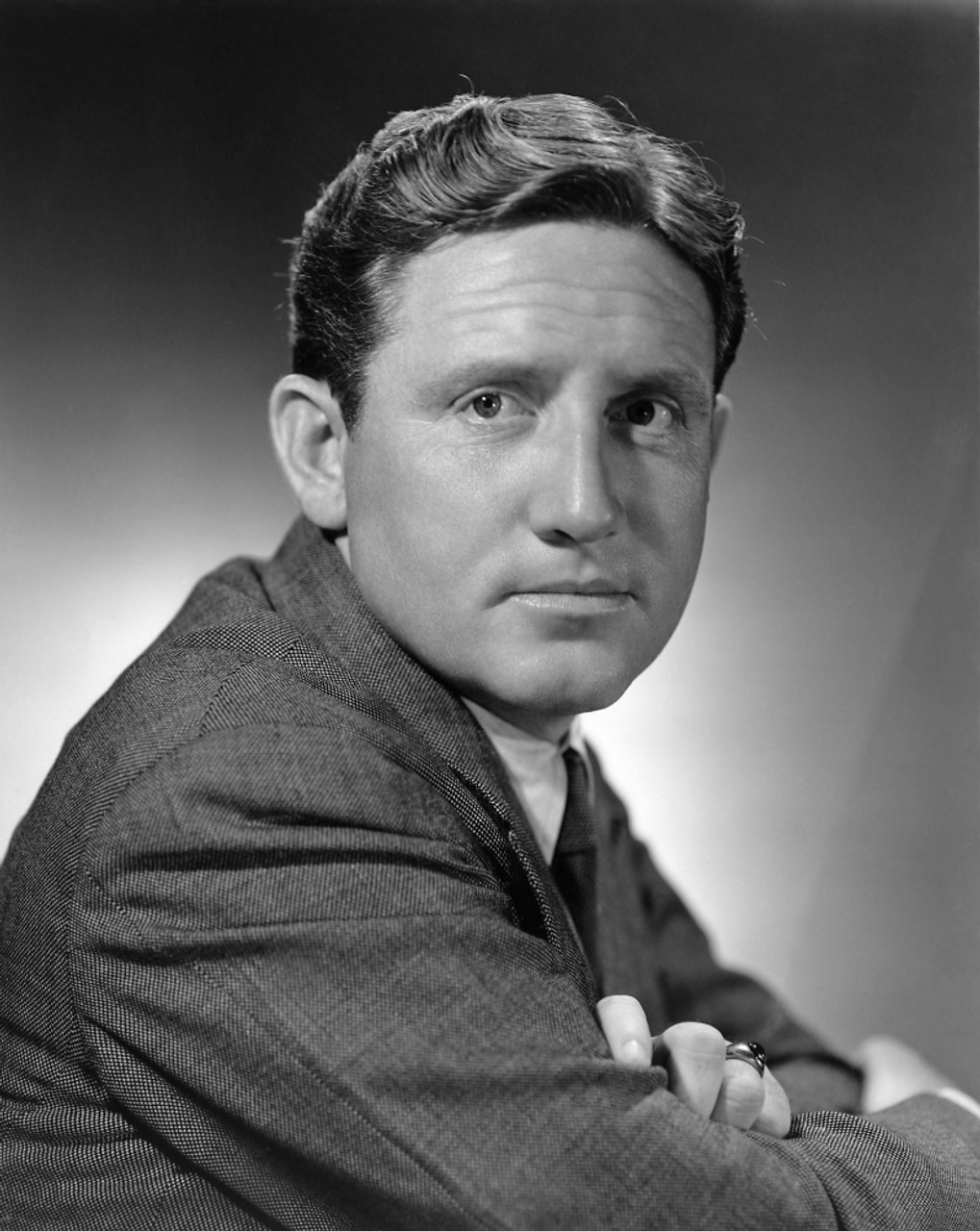
Spencer Tracy fou el primer actor en guanyar-lo dos anys consecutius, el 1937 i el 1938, pel seus papers a Captains Courageous i Boys Town, arribant a obtenir nou nominacions al llarg de la seva carrera.

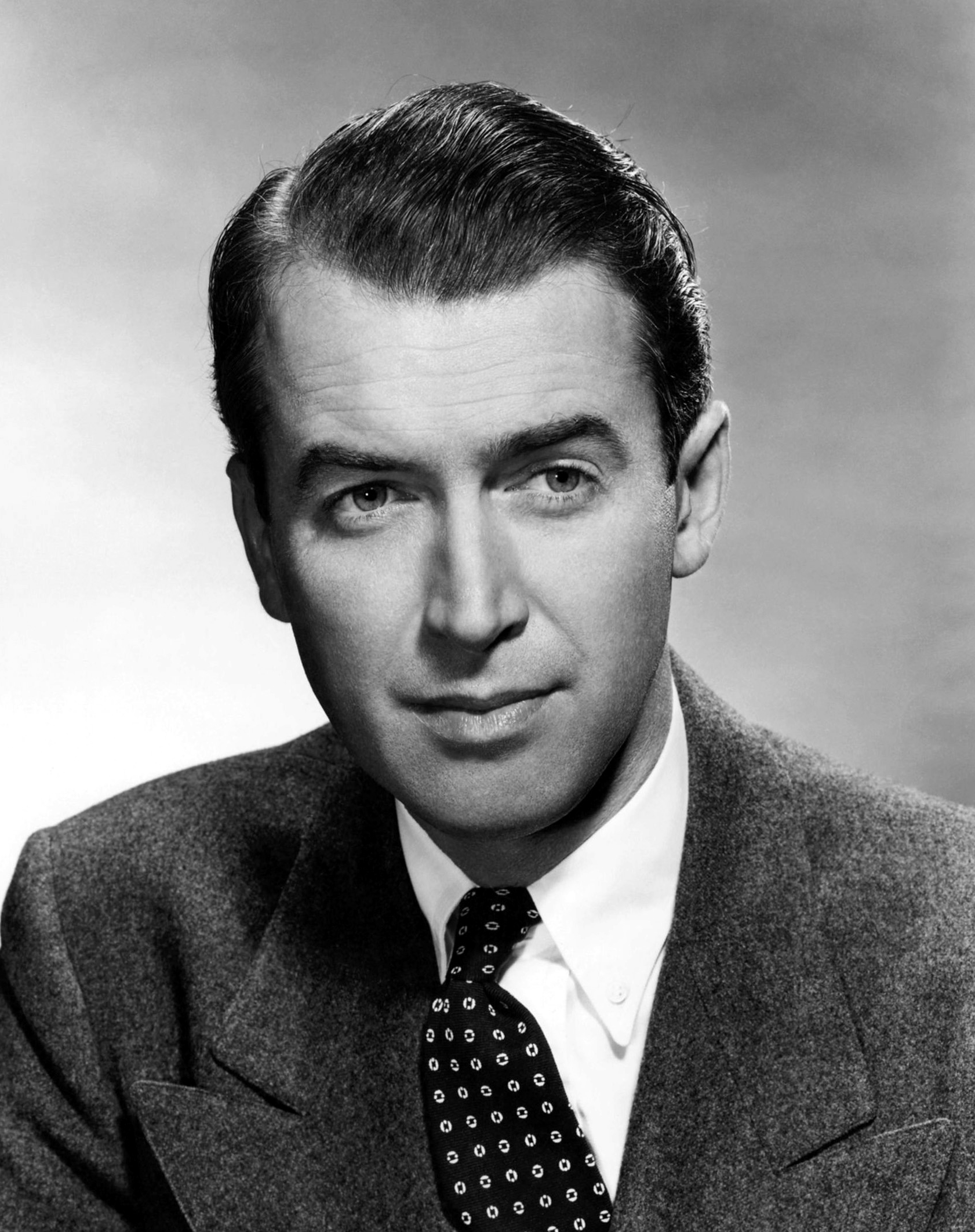
James Stewart fou nominat cinc vegades i tan sols va obtenir l'Oscar el 1940 per teball a The Philadelphia Story.

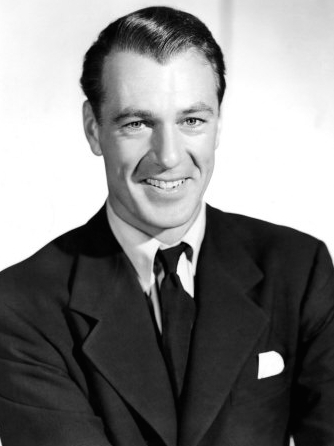
Gary Cooper també fou nominat cinc vegades en tota la seva carrera i va aconseguir dos Oscar, per les seves interpretacions a El sergent York (1941) i a Sol davant el perill (1952).

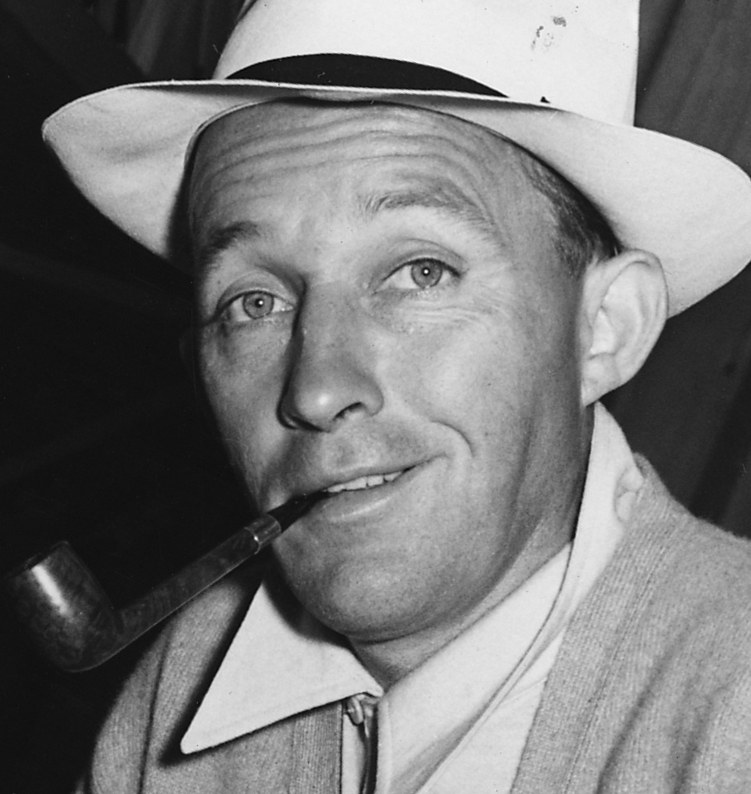
Bing Crosby el rebé el 1944 per l'actuació a Going My Way.

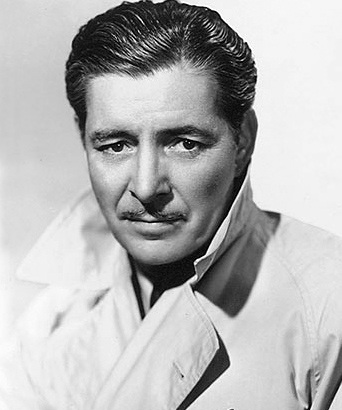
Ronald Colman el guanyà el 1947 pel seu paper a A Double Life.

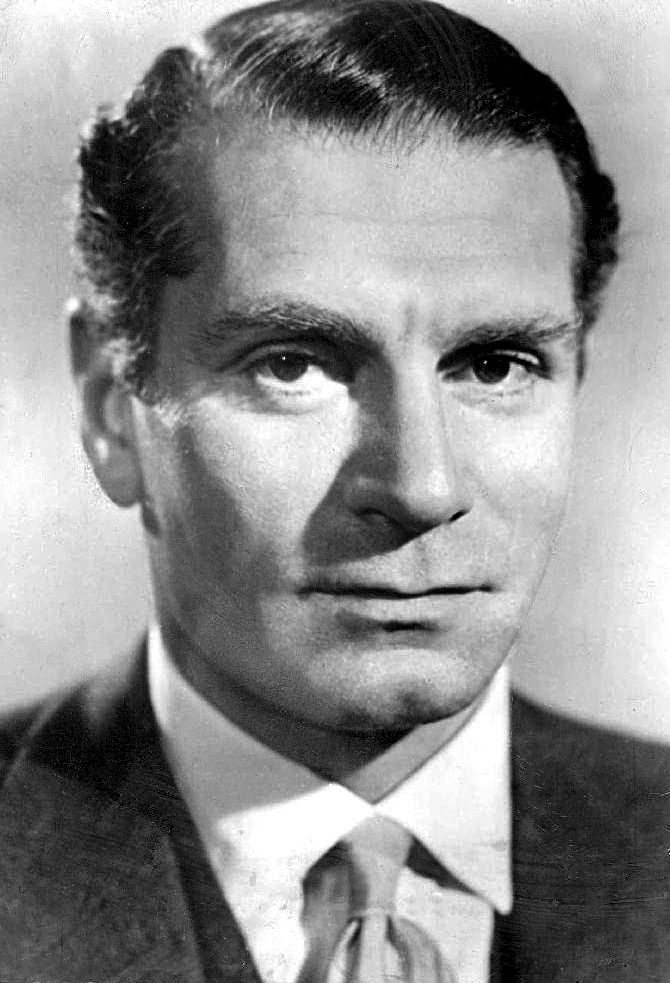
Laurence Olivier aconseguí l'Oscar el 1948 per la seva interpretació a Hamlet, pel·lícula dirigida per ell mateix

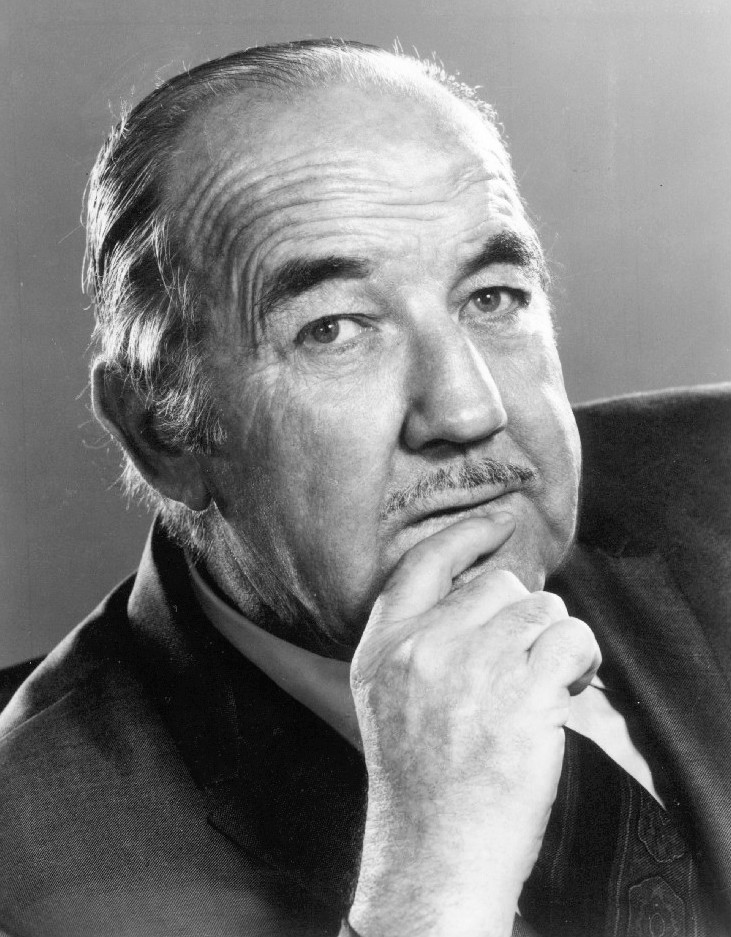
Broderick Crawford el rebé l'any 1949 pel seu paper a All the King's Men.

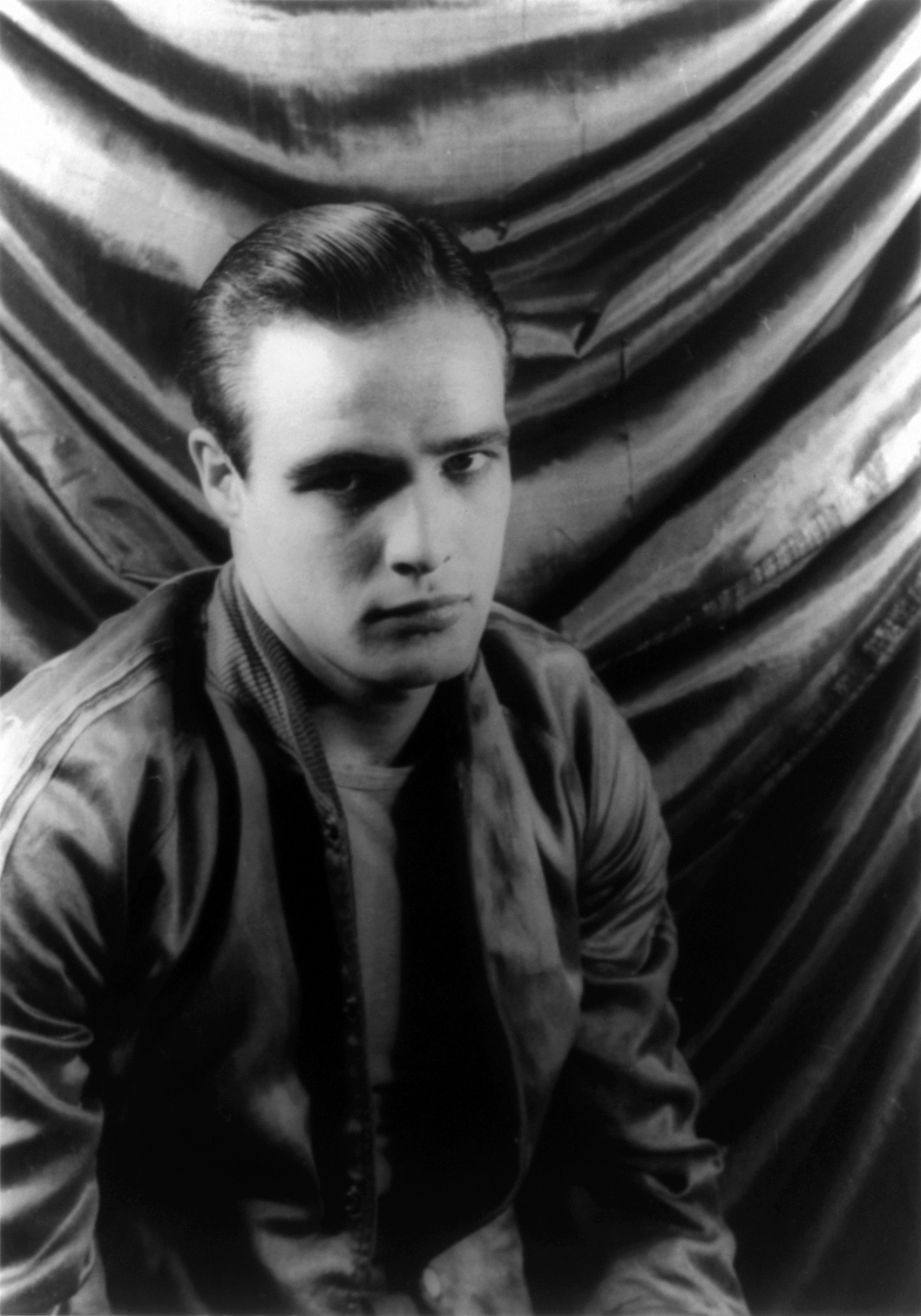
Marlon Brando, de set nominacions el guanyà en dues ocasions per les seves interpretacions a La llei del silenci (1954) i a El padrí (1972).

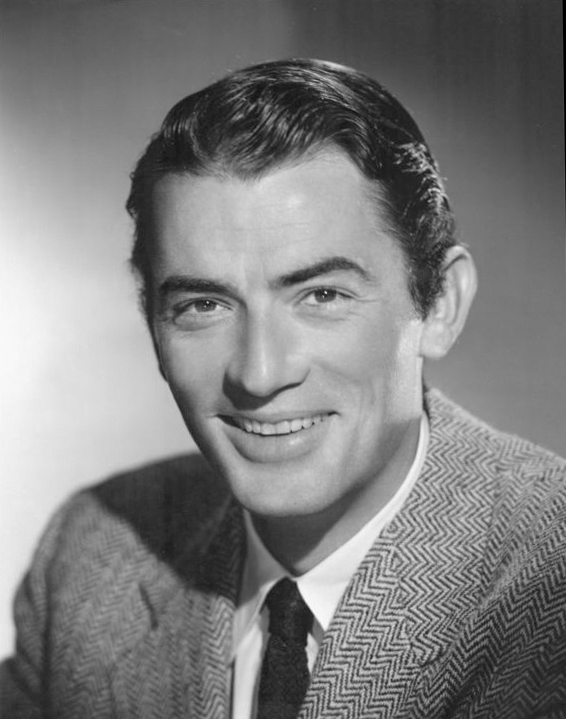
Gregory Peck l'aconseguí el 1962 pel seu paper a To Kill a Mockingbird.

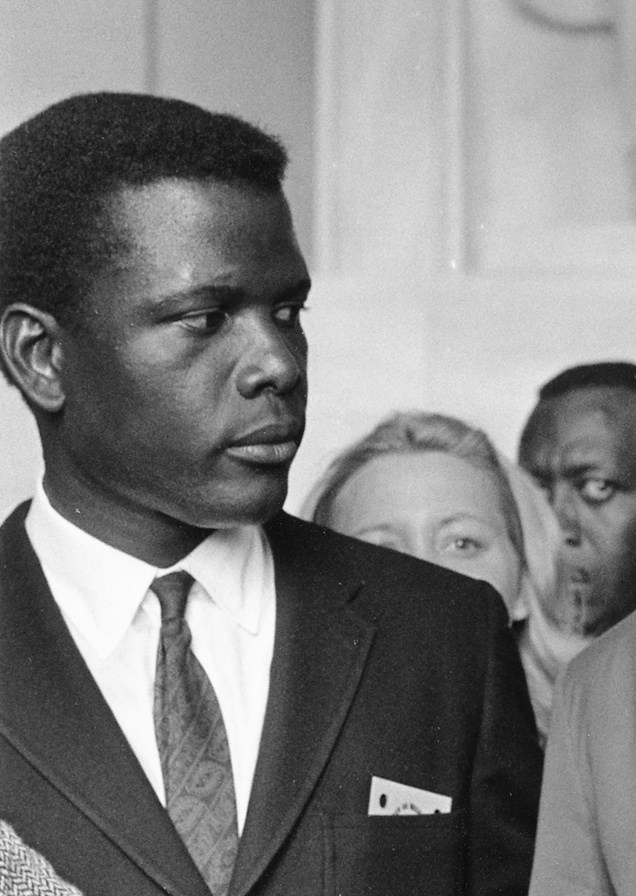
Sidney Poitier el guanyà l'any 1963 pel seu treball a Els lliris dels prats, convertint-se en el primer actor negre en aconseguir un Oscar.

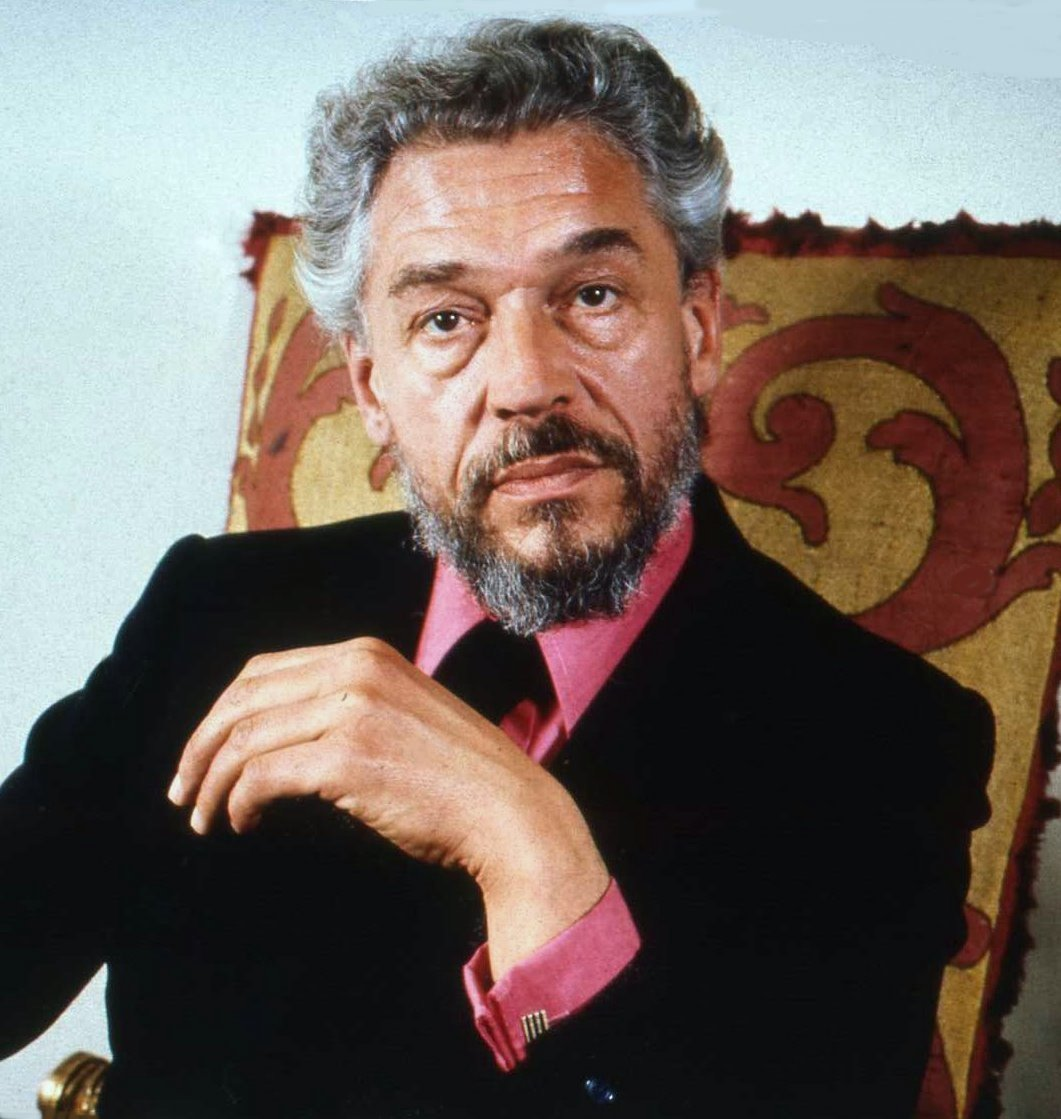
Paul Scofield el guanyà el 1966 pel seu paper a Un home per a l'eternitat.

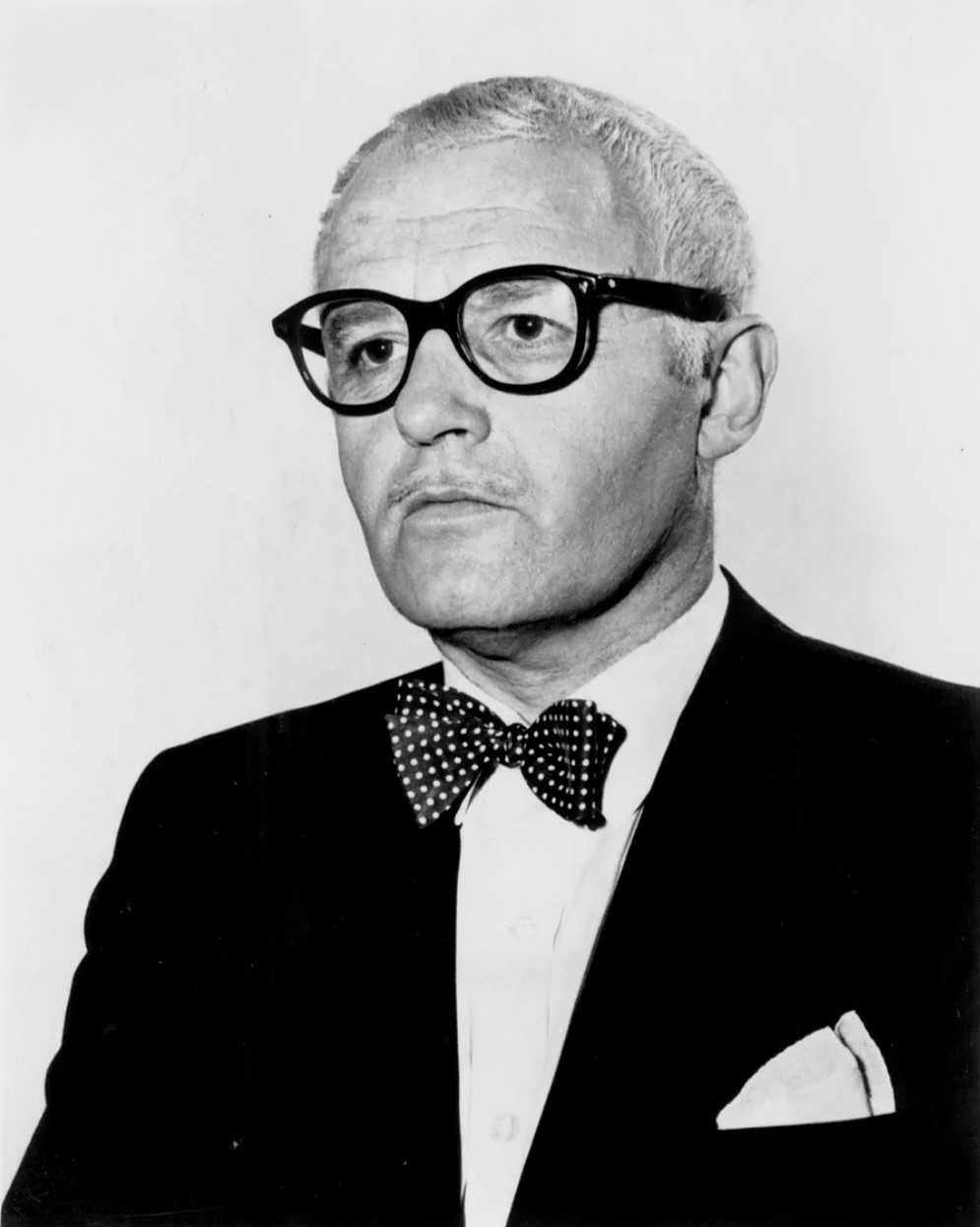
Rod Steiger el rebé el 1967 pel seu paper a En la calor de la nit.

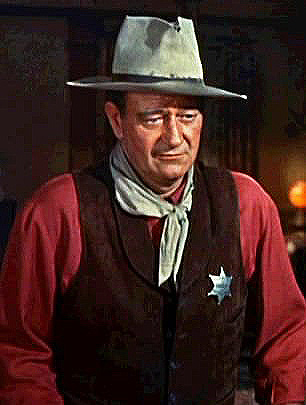
John Wayne l'aconseguí l'any 1969 pel seu paper a Valor de llei.

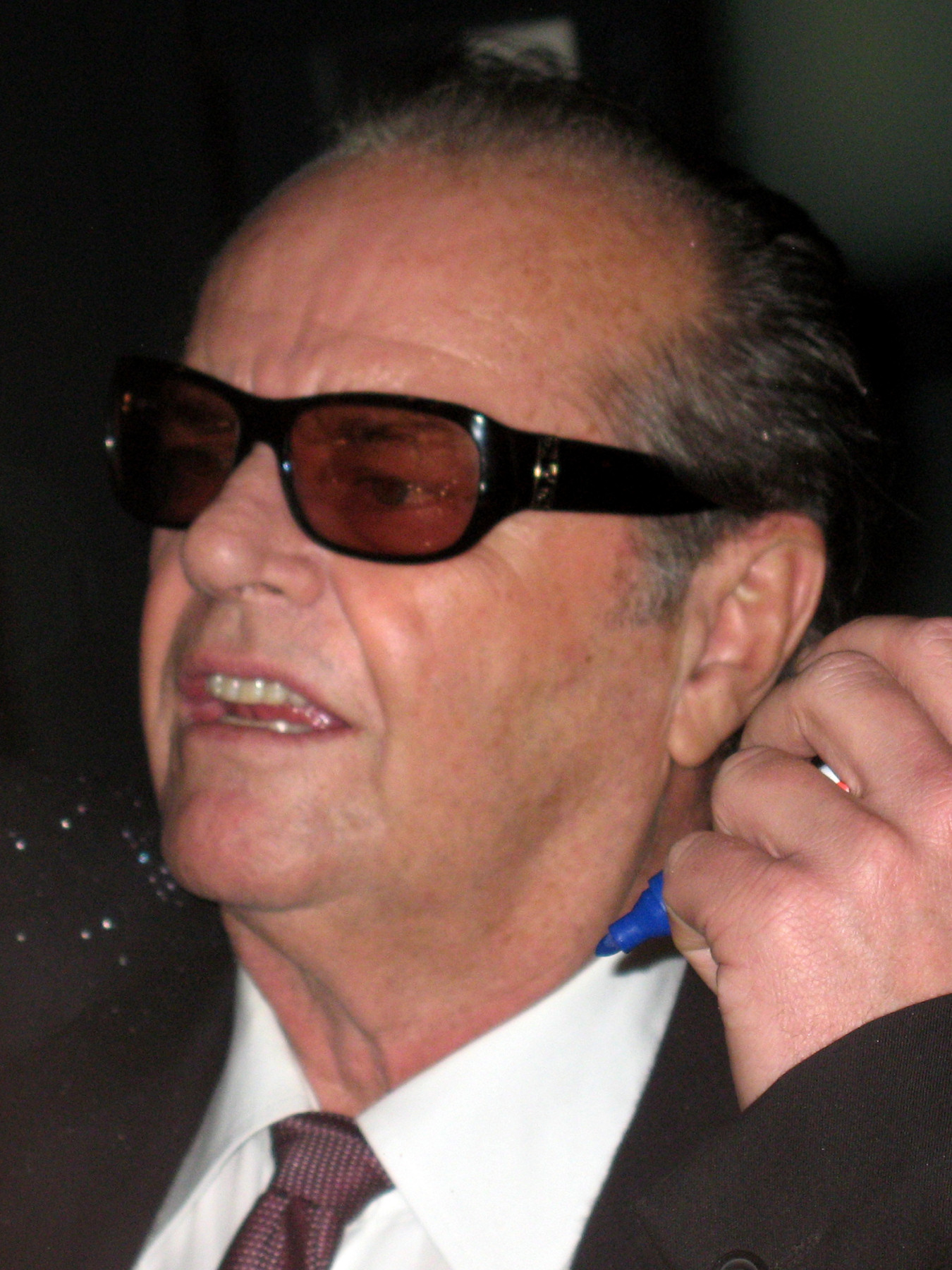
Jack Nicholson, de vuit nominacions el guanyà en dues ocasions per les seves interpretacions a Algú va volar sobre el niu del cucut (1975) i a Millor, impossible (1997).

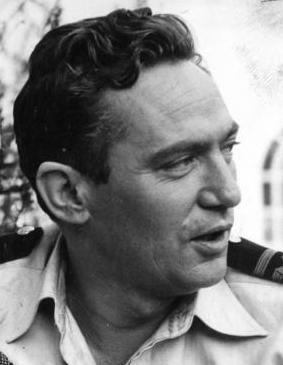
Peter Finch morí el 1977 i rebé l'Oscar de manera pòstuma pel seu treball a Network (1976).

### Dècada del 1920
| Any  | Actor               | Pel·lícula                            | Paper                                                         |
| ---- | ------------------- | ------------------------------------- | ------------------------------------------------------------- |
| 1929 | Emil Jannings       | The Last Command The Way of All Flesh | Gen. Dolgorucki/Grand Duke Sergius Alexander August Schilling |
| 1929 | Richard Barthelmess | The Noose The Patent Leather Kid      | Nicky Elkins Patent Leather Kid                               |
| 1929 | Charles Chaplin     | The Circus                            | The Little Tramp                                              |

### Dècada del 1930
| Any  | Actor             | Pel·lícula                        | Paper                               |
| ---- | ----------------- | --------------------------------- | ----------------------------------- |
| 1930 | Warner Baxter     | In Old Arizona                    | The Cisco Kid                       |
| 1930 | George Bancroft   | Thunderbolt                       | Thunderbolt Jim Lang                |
| 1930 | Chester Morris    | Alibi                             | Chick Williams (No. 1065)           |
| 1930 | Paul Muni         | The Valiant                       | James Dyke                          |
| 1930 | Lewis Stone       | The Patriot                       | Comte Pahlen                        |
| 1931 | George Arliss     | Disraeli                          | Benjamin Disraeli                   |
| 1931 | George Arliss     | The Green Goddess                 | El Raja de Rukh                     |
| 1931 | Wallace Beery     | The Big House                     | 'Machine Gun' Butch Schmidt         |
| 1931 | Maurice Chevalier | The Big Pond The Love Parade      | Pierre Mirande Comte Alfred Renard  |
| 1931 | Ronald Colman     | Bulldog Drummond Condemned        | Capità Hugh Bulldog Drummond Michel |
| 1931 | Lawrence Tibbett  | The Rogue Song                    | Yegor                               |
| 1932 | Lionel Barrymore  | A Free Soul                       | Stephen Ashe (defensa fiscal)       |
| 1932 | Adolphe Menjou    | Primera plana                     | Walter Burns                        |
| 1932 | Jackie Cooper     | Skippy                            | Skippy Skinner                      |
| 1932 | Richard Dix       | Cimarron                          | Yancey Cravat                       |
| 1932 | Fredric March     | The Royal Family of Broadway      | Tony Cavendish                      |
| 1933 | Fredric March     | El Dr. Jekyll i el Sr. Hyde       | Dr. Henry L. Jekyll/Mr. Hyde        |
| 1933 | Wallace Beery     | El campió                         | Andy "Champ" Purcell                |
| 1933 | Alfred Lunt       | The Guardsman                     | L'actor                             |
| 1934 | Charles Laughton  | The Private Life of Henry VIII    | Enric VIII d'Anglaterra             |
| 1934 | Leslie Howard     | Berkeley Square                   | Peter Standish                      |
| 1934 | Paul Muni         | I Am a Fugitive from a Chain Gang | James Allen/Allen James             |
| 1935 | Clark Gable       | Va succeir una nit                | Peter Warne                         |
| 1935 | Frank Morgan      | The Affairs of Cellini            | Alexandre de Mèdici                 |
| 1935 | William Powell    | El sopar dels acusats             | Nick Charles                        |
| 1936 | Victor McLaglen   | El delator                        | Gypo Nolan                          |
| 1936 | Clark Gable       | Rebel·lió a bord                  | Fletcher Christian                  |
| 1936 | Charles Laughton  | Rebel·lió a bord                  | William Bligh                       |
| 1936 | Paul Muni         | Black Fury                        | Joe Radek                           |
| 1936 | Franchot Tone     | Rebel·lió a bord                  | Roger Byam                          |
| 1937 | Paul Muni         | The Story of Louis Pasteur        | Louis Pasteur                       |
| 1937 | Gary Cooper       | Mr. Deeds Goes to Town            | Longfellow Deeds                    |
| 1937 | Walter Huston     | Dodsworth                         | Samuel Dodsworth                    |
| 1937 | William Powell    | My Man Godfrey                    | Godfrey Smith                       |
| 1937 | Spencer Tracy     | San Francisco                     | Pare Tim Mullin                     |
| 1938 | Spencer Tracy     | Captains Courageous               | Manuel Fidello                      |
| 1938 | Charles Boyer     | Conquest                          | Napoleó Bonaparte                   |
| 1938 | Fredric March     | A Star Is Born                    | Norman Maine                        |
| 1938 | Robert Montgomery | Night Must Fall                   | Danny                               |
| 1938 | Paul Muni         | The Life of Emile Zola            | Émile Zola                          |
| 1939 | Spencer Tracy     | Boys Town                         | Pare Edward J. Flanagan             |
| 1939 | Charles Boyer     | Algiers                           | Pepe Le Moko                        |
| 1939 | James Cagney      | Angels with Dirty Faces           | Rocky Sullivan                      |
| 1939 | Robert Donat      | The Citadel                       | Dr. Andrew Manson                   |
| 1939 | Leslie Howard     | Pigmalió                          | Professor Henry Higgins             |

### Dècada del 1940
| Any  | Actor             | Pel·lícula                         | Paper                         |
| ---- | ----------------- | ---------------------------------- | ----------------------------- |
| 1940 | Robert Donat      | Goodbye, Mr. Chips                 | Charles Edward Chipping       |
| 1940 | Clark Gable       | Allò que el vent s'endugué         | Rhett Butler                  |
| 1940 | Laurence Olivier  | Cims borrascosos                   | Heathcliff                    |
| 1940 | Mickey Rooney     | Els fills de la faràndula          | Mickey Moran                  |
| 1940 | James Stewart     | Mr. Smith Goes to Washington       | Jefferson Smith               |
| 1941 | James Stewart     | The Philadelphia Story             | Macaulay Connor               |
| 1941 | Charles Chaplin   | The Great Dictator                 | Adenoid Hynkel/Un barber jueu |
| 1941 | Henry Fonda       | El raïm de la ira                  | Tom Joad                      |
| 1941 | Raymond Massey    | Abe Lincoln a Illinois             | Abraham Lincoln               |
| 1941 | Laurence Olivier  | Rebecca                            | Maxim de Winter               |
| 1942 | Gary Cooper       | El sergent York                    | Sergent Alvin York            |
| 1942 | Cary Grant        | Serenata nostàlgica                | Roger Adams                   |
| 1942 | Walter Huston     | The Devil and Daniel Webster       | Mr. Scratch                   |
| 1942 | Robert Montgomery | Here Comes Mr. Jordan              | Joe Pendleton                 |
| 1942 | Orson Welles      | Ciutadà Kane                       | Charles Foster Kane           |
| 1943 | James Cagney      | Yankee Doodle Dandy                | George M. Cohan               |
| 1943 | Ronald Colman     | Random Harvest                     | Charles Rainier               |
| 1943 | Gary Cooper       | L'orgull dels ianquis              | Lou Gehrig                    |
| 1943 | Walter Pidgeon    | Mrs. Miniver                       | Clem Miniver                  |
| 1943 | Monty Woolley     | The Pied Piper                     | Howard                        |
| 1944 | Paul Lukas        | Watch on the Rhine                 | Kurt Muller                   |
| 1944 | Humphrey Bogart   | Casablanca                         | Rick Blaine                   |
| 1944 | Gary Cooper       | For Whom the Bell Tolls            | Robert Jordan                 |
| 1944 | Walter Pidgeon    | Madame Curie                       | Pierre Curie                  |
| 1944 | Mickey Rooney     | The Human Comedy                   | Homer Macauley                |
| 1945 | Bing Crosby       | Going My Way                       | Pare Chuck O'Malley           |
| 1945 | Charles Boyer     | Gaslight                           | Gregory Anton                 |
| 1945 | Barry Fitzgerald  | Going My Way                       | Father Fitzgibbon             |
| 1945 | Cary Grant        | Un cor en perill                   | Ernie Mott                    |
| 1945 | Alexander Knox    | Wilson                             | Woodrow Wilson                |
| 1946 | Ray Milland       | Dies perduts                       | Don Birnam                    |
| 1946 | Bing Crosby       | The Bells of St. Mary's            | Pare Chuck O'Malley           |
| 1946 | Gene Kelly        | Lleveu àncores!                    | Joseph Brady                  |
| 1946 | Gregory Peck      | The Keys of the Kingdom            | Pare Francis Chisolm          |
| 1946 | Cornel Wilde      | A Song to Remember                 | Frédéric Chopin               |
| 1947 | Fredric March     | Els millors anys de la nostra vida | Al Stephenson                 |
| 1947 | Laurence Olivier  | Enric V                            | Enric V d'Anglaterra          |
| 1947 | Larry Parks       | The Jolson Story                   | Al Jolson                     |
| 1947 | Gregory Peck      | El despertar                       | Penny Baxter                  |
| 1947 | James Stewart     | Que bonic que és viure             | George Bailey                 |
| 1948 | Ronald Colman     | A Double Life                      | Anthony John                  |
| 1948 | John Garfield     | Cos i ànima                        | Charley Davis                 |
| 1948 | Gregory Peck      | Gentleman's Agreement              | Philip Schuyler Green         |
| 1948 | Michael Redgrave  | Mourning Becomes Electra           | Orin Mannon                   |
| 1948 | William Powell    | La vida amb el pare                | Clarence "Father" Day         |
| 1949 | Laurence Olivier  | Hamlet                             | Hamlet                        |
| 1949 | Lew Ayres         | Johnny Belinda                     | Dr. Robert Richardson         |
| 1949 | Montgomery Clift  | The Search                         | Ralph "Steve" Stevenson       |
| 1949 | Dan Dailey        | When My Baby Smiles at Me          | "Skid" Johnson                |
| 1949 | Clifton Webb      | Sitting Pretty                     | Lynn Belvedere                |

### Dècada del 1950
| Any  | Actor              | Pel·lícula                       | Paper                                                         |
| ---- | ------------------ | -------------------------------- | ------------------------------------------------------------- |
| 1950 | Broderick Crawford | All the King's Men               | Willie Stark                                                  |
| 1950 | Kirk Douglas       | Champion                         | Michael "Midge" Kelly                                         |
| 1950 | Gregory Peck       | Twelve O'Clock High              | General de brigada Frank Savage                               |
| 1950 | Richard Todd       | The Hasty Heart                  | Cpl. Lachlan "Lachie" MacLachlan                              |
| 1950 | John Wayne         | Sands of Iwo Jima                | Sergent John Stryker                                          |
| 1951 | José Ferrer        | Cyrano de Bergerac               | Cyrano de Bergerac                                            |
| 1951 | Louis Calhern      | The Magnificent Yankee           | Oliver Wendell Holmes                                         |
| 1951 | William Holden     | Sunset Boulevard                 | Joe Gillis                                                    |
| 1951 | James Stewart      | Harvey                           | Elwood P. Dowd                                                |
| 1951 | Spencer Tracy      | El pare de la núvia              | Stanley T. Banks                                              |
| 1952 | Humphrey Bogart    | La reina d'Àfrica                | Charlie Allnut                                                |
| 1952 | Marlon Brando      | A Streetcar Named Desire         | Stanley Kowalski                                              |
| 1952 | Montgomery Clift   | A Place in the Sun               | George Eastman                                                |
| 1952 | Arthur Kennedy     | Bright Victory                   | Larry Nevins                                                  |
| 1952 | Fredric March      | La mort d'un viatjant            | Willy Loman                                                   |
| 1953 | Gary Cooper        | Sol davant el perill             | Will Kane                                                     |
| 1953 | Marlon Brando      | Viva Zapata!                     | Emiliano Zapata                                               |
| 1953 | Kirk Douglas       | The Bad and the Beautiful        | Jonathan Shields                                              |
| 1953 | José Ferrer        | Moulin Rouge                     | Henri de Toulouse-Lautrec Compte Alphonse de Toulouse-Lautrec |
| 1953 | Alec Guinness      | The Lavender Hill Mob            | Henry "Dutch" Holland                                         |
| 1954 | William Holden     | Stalag 17                        | Sargent J.J. Sefton                                           |
| 1954 | Marlon Brando      | Julius Caesar                    | Marc Antoni                                                   |
| 1954 | Richard Burton     | La túnica sagrada                | Marcellus Gallio                                              |
| 1954 | Montgomery Clift   | D'aquí a l'eternitat             | Soldat Robert E. Lee "Prew" Prewitt                           |
| 1954 | Burt Lancaster     | D'aquí a l'eternitat             | Sargent Milton Warden                                         |
| 1955 | Marlon Brando      | La llei del silenci              | Terry Malloy                                                  |
| 1955 | Humphrey Bogart    | El motí del Caine                | Phillip Francis Queeg                                         |
| 1955 | Bing Crosby        | The Country Girl                 | Frank Elgin                                                   |
| 1955 | James Mason        | A Star Is Born                   | Norman Maine                                                  |
| 1955 | Dan O'Herlihy      | Robinson Crusoe                  | Robinson Crusoe                                               |
| 1956 | Ernest Borgnine    | Marty                            | Marty Piletti                                                 |
| 1956 | James Cagney       | Love Me or Leave Me              | Martin Snyder                                                 |
| 1956 | James Dean         | A l'est de l'edèn                | Cal Trask                                                     |
| 1956 | Frank Sinatra      | L'home del braç d'or             | Frankie Machine                                               |
| 1956 | Spencer Tracy      | Conspiració de silenci           | John J. Macreedy                                              |
| 1957 | Yul Brynner        | The King and I                   | Rei Mongkut del Siam                                          |
| 1957 | James Dean         | Gegant                           | Jett Rink                                                     |
| 1957 | Kirk Douglas       | Van Gogh, la passió de viure     | Vincent van Gogh                                              |
| 1957 | Rock Hudson        | Gegant                           | Bick Benedict                                                 |
| 1957 | Laurence Olivier   | Ricard III                       | Ricard III d'Anglaterra                                       |
| 1958 | Alec Guinness      | El pont del riu Kwai             | Coronel Nicholson                                             |
| 1958 | Marlon Brando      | Sayonara                         | Batlle Lloyd "Ace" Garber, USAF                               |
| 1958 | Anthony Franciosa  | A Hatful of Rain                 | Polo Pope                                                     |
| 1958 | Charles Laughton   | Testimoni de càrrec              | Sir Wilfrid Robarts                                           |
| 1958 | Anthony Quinn      | Wild Is the Wind                 | Gino                                                          |
| 1959 | David Niven        | Taules separades                 | Angus Pollock                                                 |
| 1959 | Tony Curtis        | Fugitius                         | John "Joker" Jackson                                          |
| 1959 | Paul Newman        | La gata sobre la teulada de zinc | Brick Pollitt                                                 |
| 1959 | Sidney Poitier     | Fugitius                         | Noah Cullen                                                   |
| 1959 | Spencer Tracy      | The Old Man and the Sea          | Santiago                                                      |

### Dècada del 1960
| Any  | Actor                | Pel·lícula                        | Paper                                                    |
| ---- | -------------------- | --------------------------------- | -------------------------------------------------------- |
| 1960 | Charlton Heston      | Ben Hur                           | Ben-Hur                                                  |
| 1960 | Laurence Harvey      | Un lloc a dalt de tot             | Joe Lampton                                              |
| 1960 | Jack Lemmon          | Ningú no és perfecte              | Jerry/Daphne                                             |
| 1960 | Paul Muni            | The Last Angry Man                | Dr. Sam Abelman                                          |
| 1960 | James Stewart        | Anatomia d'un assassinat          | Paul Biegler                                             |
| 1961 | Burt Lancaster       | Elmer Gantry                      | Elmer Gantry                                             |
| 1961 | Trevor Howard        | Sons and Lovers                   | Walter Morel                                             |
| 1961 | Jack Lemmon          | L'apartament                      | C.C. Baxter                                              |
| 1961 | Laurence Olivier     | The Entertainer                   | Archie Rice                                              |
| 1961 | Spencer Tracy        | L'herència del vent               | Clarence Darrow/Henry Drummond                           |
| 1962 | Maximilian Schell    | Els judicis de Nuremberg          | Hans Rolfe                                               |
| 1962 | Charles Boyer        | Fanny                             | Fanny                                                    |
| 1962 | Paul Newman          | El vividor                        | Fast Eddie Felson                                        |
| 1962 | Spencer Tracy        | Els judicis de Nuremberg          | Chief Judge Dan Haywood                                  |
| 1962 | Stuart Whitman       | The Mark                          | Jim Fuller                                               |
| 1963 | Gregory Peck         | To Kill a Mockingbird             | Atticus Finch                                            |
| 1963 | Burt Lancaster       | L'home d'Alcatraz                 | Robert Stroud                                            |
| 1963 | Jack Lemmon          | Dies de vi i roses                | Joe Clay                                                 |
| 1963 | Marcello Mastroianni | Divorci a la italiana             | Ferdinando Cefalù                                        |
| 1963 | Peter O'Toole        | Lawrence d'Aràbia                 | Thomas Edward Lawrence                                   |
| 1964 | Sidney Poitier       | Els lliris dels prats             | Homer Smith                                              |
| 1964 | Albert Finney        | Tom Jones                         | Tom Jones                                                |
| 1964 | Richard Harris       | This Sporting Life                | Frank Machin                                             |
| 1964 | Rex Harrison         | Cleopatra                         | Juli Cèsar                                               |
| 1964 | Paul Newman          | Hud                               | Hud Bannon                                               |
| 1965 | Rex Harrison         | My Fair Lady                      | Henry Higgins                                            |
| 1965 | Richard Burton       | Becket                            | Thomas Becket                                            |
| 1965 | Peter O'Toole        | Becket                            | Enric II d'Anglaterra                                    |
| 1965 | Anthony Quinn        | Zorba the Greek                   | Alexis Zorba                                             |
| 1965 | Peter Sellers        | Doctor Strangelove                | Lionel Mendrake President Merkin Muffley Dr. Strangelove |
| 1966 | Lee Marvin           | Cat Ballou                        | Kid Sheleen Tim Strawn                                   |
| 1966 | Richard Burton       | The Spy Who Came in from the Cold | Alec Leamas                                              |
| 1966 | Laurence Olivier     | Othello                           | Otel·lo                                                  |
| 1966 | Rod Steiger          | The Pawnbroker                    | Sol Nazerman                                             |
| 1966 | Oskar Werner         | El vaixell dels bojos             | Willie Schumann                                          |
| 1967 | Paul Scofield        | Un home per a l'eternitat         | Thomas More                                              |
| 1967 | Alan Arkin           | Que vénen els russos!             | Tinent Rozanov                                           |
| 1967 | Richard Burton       | Qui té por de Virginia Woolf?     | George                                                   |
| 1967 | Michael Caine        | Alfie                             | Alfie                                                    |
| 1967 | Steve McQueen        | El Iang-tsé en flames             | Jake Holman                                              |
| 1968 | Rod Steiger          | En la calor de la nit             | Bill Gillespie                                           |
| 1968 | Warren Beatty        | Bonnie and Clyde                  | Clyde Barrow                                             |
| 1968 | Dustin Hoffman       | El graduat                        | Benjamin Braddock                                        |
| 1968 | Paul Newman          | La llegenda de l'indomable        | Luke Jackson                                             |
| 1968 | Spencer Tracy        | Endevina qui ve a sopar           | Matt Drayton                                             |
| 1969 | Cliff Robertson      | Charly                            | Charly Gordon                                            |
| 1969 | Alan Arkin           | The Heart Is a Lonely Hunter      | John Singer                                              |
| 1969 | Alan Bates           | The Fixer                         | Yakov Bok                                                |
| 1969 | Ron Moody            | Oliver!                           | Fagin                                                    |
| 1969 | Peter O'Toole        | The Lion in Winter                | Enric II d'Anglaterra                                    |

### Dècada del 1970
| Any  | Actor                | Pel·lícula                           | Paper                         |
| ---- | -------------------- | ------------------------------------ | ----------------------------- |
| 1970 | John Wayne           | Valor de llei                        | Rooster Cogburn               |
| 1970 | Richard Burton       | Anna dels mil dies                   | Enric VIII d'Anglaterra       |
| 1970 | Dustin Hoffman       | Cowboy de mitjanit                   | Enrico 'Ratso' Rizzo          |
| 1970 | Peter O'Toole        | Goodbye, Mr. Chips                   | Arthur Chipping               |
| 1970 | Jon Voight           | Cowboy de mitjanit                   | Joe Buck                      |
| 1971 | George C. Scott      | Patton                               | General George S. Patton      |
| 1971 | Melvyn Douglas       | I Never Sang for My Father           | Tom Garrison                  |
| 1971 | James Earl Jones     | The Great White Hope                 | Jack Jefferson                |
| 1971 | Jack Nicholson       | Five Easy Pieces                     | Bobby Dupea                   |
| 1971 | Ryan O'Neal          | Love Story                           | Oliver Barrett IV             |
| 1972 | Gene Hackman         | French Connection                    | Detectiu Jimmy "Popeye" Doyle |
| 1972 | Peter Finch          | Diumenge, maleït diumenge            | Daniel Hirsh                  |
| 1972 | Walter Matthau       | Kotch                                | Joseph P. Kotcher             |
| 1972 | George C. Scott      | Anatomia d'un hospital               | Dr. Herbert Bock              |
| 1972 | Chaim Topol          | El violinista a la teulada           | Tevye                         |
| 1973 | Marlon Brando        | El padrí                             | Vito Corleone                 |
| 1973 | Michael Caine        | L'empremta                           | Milo Tindle                   |
| 1973 | Laurence Olivier     | L'empremta                           | Andrew Wyke                   |
| 1973 | Peter O'Toole        | The Ruling Class                     | Jack Gurney                   |
| 1973 | Paul Winfield        | Sounder                              | Nathan Lee Morgan             |
| 1974 | Jack Lemmon          | Save the Tiger                       | Harry Stoner                  |
| 1974 | Marlon Brando        | L'últim tango a París                | Paul                          |
| 1974 | Jack Nicholson       | The Last Detail                      | Billy "Bad Ass" Buddusky      |
| 1974 | Al Pacino            | Serpico                              | Frank Serpico                 |
| 1974 | Robert Redford       | El cop                               | Johnny Hooker                 |
| 1975 | Art Carney           | Harry and Tonto                      | Harry Coombes                 |
| 1975 | Albert Finney        | Assassinat a l'Orient Express        | Hercule Poirot                |
| 1975 | Dustin Hoffman       | Lenny                                | Lenny Bruce                   |
| 1975 | Jack Nicholson       | Chinatown                            | Jake "J.J" Gittes             |
| 1975 | Al Pacino            | El padrí II                          | Michael Corleone              |
| 1976 | Jack Nicholson       | Algú va volar sobre el niu del cucut | Randle Patrick McMurphy       |
| 1976 | Walter Matthau       | The Sunshine Boys                    | Willy Clark                   |
| 1976 | Al Pacino            | Tarda negra                          | Sonny Wortzik                 |
| 1976 | Maximilian Schell    | The Man in the Glass Booth           | Arthur Goldman                |
| 1976 | James Whitmore       | Give 'em Hell, Harry!                | Harry S. Truman               |
| 1977 | Peter Finch (pòstum) | Network                              | Howard Beale                  |
| 1977 | Robert De Niro       | Taxi Driver                          | Travis Bickle                 |
| 1977 | Giancarlo Giannini   | Pasqualino Settebellezze             | Pasqualino Frafuso            |
| 1977 | William Holden       | Network                              | Max Schumacher                |
| 1977 | Sylvester Stallone   | Rocky                                | Rocky Balboa                  |
| 1978 | Richard Dreyfuss     | La noia de l'adéu                    | Elliot Garfield               |
| 1978 | Woody Allen          | Annie Hall                           | Alvy Singer                   |
| 1978 | Richard Burton       | Equus                                | Martin Dysart                 |
| 1978 | Marcello Mastroianni | Una jornada particular               | Gabriele                      |
| 1978 | John Travolta        | Febre del dissabte nit               | Tony Manero                   |
| 1979 | Jon Voight           | Tornar a casa                        | Luke Martin                   |
| 1979 | Warren Beatty        | El cel pot esperar                   | Joe Pendleton                 |
| 1979 | Gary Busey           | The Buddy Holly Story                | Buddy Holly                   |
| 1979 | Robert De Niro       | El caçador                           | Michael Vronsky               |
| 1979 | Laurence Olivier     | Els nens del Brasil                  | Ezra Lieberman                |

### Dècada del 1980
| Any  | Actor                | Pel·lícula               | Paper                             |
| ---- | -------------------- | ------------------------ | --------------------------------- |
| 1980 | Dustin Hoffman       | Kramer contra Kramer     | Ted Kramer                        |
| 1980 | Jack Lemmon          | La síndrome de la Xina   | Jack Godell                       |
| 1980 | Al Pacino            | Justícia per a tothom    | Arthur Kirkland                   |
| 1980 | Roy Scheider         | Comença l'espectacle     | Joe Gideon                        |
| 1980 | Peter Sellers        | Being There              | Chauncey Gardiner                 |
| 1981 | Robert De Niro       | Toro salvatge            | Jake LaMotta                      |
| 1981 | Robert Duvall        | El Gran Santini          | Lloctinent Coronel "Bull" Meechum |
| 1981 | John Hurt            | L'home elefant           | Joseph Merrick                    |
| 1981 | Jack Lemmon          | Tribute                  | Scottie Templeton                 |
| 1981 | Peter O'Toole        | The Stunt Man            | Eli Cross                         |
| 1982 | Henry Fonda          | On Golden Pond           | Norman Thayer, Jr.                |
| 1982 | Warren Beatty        | Rojos                    | John Silas Reed                   |
| 1982 | Burt Lancaster       | Atlantic City            | Lou Pascal                        |
| 1982 | Dudley Moore         | Arthur, el solter d'or   | Arthur Bach                       |
| 1982 | Paul Newman          | Sense malícia            | Michael Colin Gallagher           |
| 1983 | Ben Kingsley         | Gandhi                   | Mohandas Gandhi                   |
| 1983 | Dustin Hoffman       | Tootsie                  | Michael Dorsey/Dorothy Michaels   |
| 1983 | Jack Lemmon          | Missing                  | Ed Horman                         |
| 1983 | Paul Newman          | Veredicte final          | Frank Galvin                      |
| 1983 | Peter O'Toole        | El meu any preferit      | Alan Swann                        |
| 1984 | Robert Duvall        | Tender Mercies           | Mac Sledge                        |
| 1984 | Michael Caine        | Educant la Rita          | Dr. Frank Bryant                  |
| 1984 | Tom Conti            | Reuben, Reuben           | Gowan McGland                     |
| 1984 | Tom Courtenay        | The Dresser              | Norman                            |
| 1984 | Albert Finney        | The Dresser              | Sir                               |
| 1985 | F. Murray Abraham    | Amadeus                  | Antonio Salieri                   |
| 1985 | Jeff Bridges         | Starman                  | Starman                           |
| 1985 | Albert Finney        | Sotà el volcà            | Geoffrey Firmin                   |
| 1985 | Tom Hulce            | Amadeus                  | Wolfgang Amadeus Mozart           |
| 1985 | Sam Waterston        | Els crits del silenci    | Sydney Schanberg                  |
| 1986 | William Hurt         | O Beijo da Mulher Aranha | Luis Molina                       |
| 1986 | Harrison Ford        | L'únic testimoni         | John Book                         |
| 1986 | James Garner         | Murphy's Romance         | Murphy Jones                      |
| 1986 | Jack Nicholson       | L'honor dels Prizzi      | Charley Partaana                  |
| 1986 | Jon Voight           | El tren de l'infern      | Oscar "Manny" Manheim             |
| 1987 | Paul Newman          | El color dels diners     | Fast Eddie Felson                 |
| 1987 | Dexter Gordon        | Al voltant de mitjanit   | Dale Turner                       |
| 1987 | Bob Hoskins          | Mona Lisa                | George                            |
| 1987 | William Hurt         | Fills d'un déu menor     | James Leeds                       |
| 1987 | James Woods          | Salvador                 | Richard Boyle                     |
| 1988 | Michael Douglas      | Wall Street              | Gordon Gekko                      |
| 1988 | William Hurt         | Broadcast News           | Tom Grunick                       |
| 1988 | Marcello Mastroianni | Ulls negres              | Romano                            |
| 1988 | Jack Nicholson       | Espina de ferro          | Francis Phelan                    |
| 1988 | Robin Williams       | Good Morning, Vietnam    | Adrian Cronauer                   |
| 1989 | Dustin Hoffman       | Rain Man                 | Raymond Babbitt                   |
| 1989 | Gene Hackman         | Crema Mississippi        | Rupert Anderson                   |
| 1989 | Tom Hanks            | Big                      | Josh Baskin                       |
| 1989 | Edward James Olmos   | Lliçons inoblidables     | Jaime Escalante                   |
| 1989 | Max von Sydow        | Pelle, el conqueridor    | Lassefar                          |

### Dècada del 1990
| Any  | Actor              | Pel·lícula                        | Paper                    |
| ---- | ------------------ | --------------------------------- | ------------------------ |
| 1990 | Daniel Day-Lewis   | My Left Foot                      | Christy Brown            |
| 1990 | Kenneth Branagh    | Henry V                           | Enric V d'Anglaterra     |
| 1990 | Tom Cruise         | Born on the Fourth of July        | Ron Kovic                |
| 1990 | Morgan Freeman     | Tot passejant Miss Daisy          | Hoke Colburn             |
| 1990 | Robin Williams     | El club dels poetes morts         | John Keating             |
| 1991 | Jeremy Irons       | El misteri Von Bulow              | Claus von Bülow          |
| 1991 | Kevin Costner      | Ballant amb llops                 | Lloctinent Dunbar        |
| 1991 | Robert De Niro     | Despertar                         | Leonard Lowe             |
| 1991 | Gérard Depardieu   | Cyrano de Bergerac                | Cyrano de Bergerac       |
| 1991 | Richard Harris     | The Field                         | Bull McCabe              |
| 1992 | Anthony Hopkins    | El silenci dels anyells           | Hannibal Lecter          |
| 1992 | Warren Beatty      | Bugsy                             | Bugsy Siegel             |
| 1992 | Robert De Niro     | El cap de la por                  | Max Cady                 |
| 1992 | Nick Nolte         | El príncep de les marees          | Tom Wingo                |
| 1992 | Robin Williams     | El rei pescador                   | Parry                    |
| 1993 | Al Pacino          | Scent of a Woman                  | Frank Slade              |
| 1993 | Robert Downey Jr.  | Chaplin                           | Charles Chaplin          |
| 1993 | Clint Eastwood     | Sense perdó                       | William "Bill" Munny     |
| 1993 | Stephen Rea        | Joc de llàgrimes                  | Fergus                   |
| 1993 | Denzel Washington  | Malcolm X                         | Malcolm X                |
| 1994 | Tom Hanks          | Filadèlfia                        | Andrew Beckett           |
| 1994 | Laurence Fishburne | What's Love Got to Do with It     | Ike Turner               |
| 1994 | Anthony Hopkins    | El que queda del dia              | James Stevens            |
| 1994 | Daniel Day-Lewis   | En el nom del pare                | Gerry Conlon             |
| 1994 | Liam Neeson        | La llista de Schindler            | Oskar Schindler          |
| 1995 | Tom Hanks          | Forrest Gump                      | Forrest Gump             |
| 1995 | Morgan Freeman     | Cadena perpètua (pel·lícula)      | Ellis Boyd "Red" Redding |
| 1995 | Nigel Hawthorne    | La follia del rei George          | Jordi III del Regne Unit |
| 1995 | Paul Newman        | Nobody's Fool                     | Sully Sullivan           |
| 1995 | John Travolta      | Pulp Fiction                      | Vincent Vega             |
| 1996 | Nicolas Cage       | Leaving Las Vegas                 | Ben Sanderson            |
| 1996 | Richard Dreyfuss   | La simfonia del professor Holland | Glenn Holland            |
| 1996 | Anthony Hopkins    | Nixon                             | Richard Nixon            |
| 1996 | Sean Penn          | Pena de mort                      | Matthew Poncelet         |
| 1996 | Massimo Troisi     | Il postino                        | Mario Ruoppolo (pòstum)  |
| 1997 | Geoffrey Rush      | Shine                             | David Helfgott           |
| 1997 | Tom Cruise         | Jerry Maguire                     | Jerry Maguire            |
| 1997 | Ralph Fiennes      | El pacient anglès                 | László Almásy            |
| 1997 | Woody Harrelson    | L'escàndol de Larry Flynt         | Larry Flynt              |
| 1997 | Billy Bob Thornton | L'altre costat de la vida         | Karl Childers            |
| 1998 | Jack Nicholson     | Millor, impossible                | Melvin Udall             |
| 1998 | Matt Damon         | Good Will Hunting                 | Will Hunting             |
| 1998 | Robert Duvall      | The Apostle                       | Euliss "Sonny" Dewey     |
| 1998 | Peter Fonda        | Ulee's Gold                       | Ulysses "Ulee" Jackson   |
| 1998 | Dustin Hoffman     | La cortina de fum                 | Stanley Motss            |
| 1999 | Roberto Benigni    | La vida és bella                  | Guido Orefice            |
| 1999 | Tom Hanks          | Saving Private Ryan               | Capità John H. Miller    |
| 1999 | Ian McKellen       | Gods and Monsters                 | James Whale              |
| 1999 | Nick Nolte         | Aflicció                          | Wade Whitehouse          |
| 1999 | Edward Norton      | American History X                | Derek Vinyard            |

### Dècada del 2000
| Any  | Actor                  | Pel·lícula                                             | Paper                               |
| ---- | ---------------------- | ------------------------------------------------------ | ----------------------------------- |
| 2000 | Kevin Spacey           | American Beauty                                        | Lester Burnham                      |
| 2000 | Russell Crowe          | El dilema                                              | Jeffrey Wigand                      |
| 2000 | Richard Farnsworth     | Una història de debò                                   | Alvin Straight                      |
| 2000 | Sean Penn              | Acords i desacords                                     | Emmet Ray                           |
| 2000 | Denzel Washington      | The Hurricane                                          | Rubin "Hurricane" Carter            |
| 2001 | Russell Crowe          | Gladiator                                              | Maximus Decimus Meridius            |
| 2001 | Javier Bardem          | Before Night Falls                                     | Reinaldo Arenas                     |
| 2001 | Tom Hanks              | Nàufrag                                                | Chuck Noland                        |
| 2001 | Ed Harris              | Pollock                                                | Jackson Pollock                     |
| 2001 | Geoffrey Rush          | Quills                                                 | Marquès de Sade                     |
| 2002 | Denzel Washington      | Training Day                                           | Alonzo Harris                       |
| 2002 | Russell Crowe          | Una ment meravellosa                                   | John Forbes Nash                    |
| 2002 | Sean Penn              | I Am Sam                                               | Sam Dawson                          |
| 2002 | Will Smith             | Alí                                                    | Muhammad Ali                        |
| 2002 | Tom Wilkinson          | A l'habitació                                          | Matt Fowler                         |
| 2003 | Adrien Brody           | El pianista                                            | Władysław Szpilman                  |
| 2003 | Nicolas Cage           | Adaptation: el lladre d'orquídies                      | Charlie Kaufman/Donald Kaufman      |
| 2003 | Michael Caine          | L'americà impassible                                   | Thomas Fowler                       |
| 2003 | Daniel Day-Lewis       | Gangs of New York                                      | William "Bill el carnisser" Cutting |
| 2003 | Jack Nicholson         | About Schmidt                                          | Warren Schmidt                      |
| 2004 | Sean Penn              | Mystic River                                           | Jimmy Markum                        |
| 2004 | Johnny Depp            | Pirates of the Caribbean: The Curse of the Black Pearl | Capità Jack Sparrow                 |
| 2004 | Ben Kingsley           | House of Sand and Fog                                  | Behrani                             |
| 2004 | Jude Law               | Cold Mountain                                          | Inman                               |
| 2004 | Bill Murray            | Lost in Translation                                    | Bob Harris                          |
| 2005 | Jamie Foxx             | Ray                                                    | Ray Charles                         |
| 2005 | Don Cheadle            | Hotel Rwanda                                           | Paul Rusesabagina                   |
| 2005 | Johnny Depp            | Descobrir el País de Mai Més                           | Sir James Matthew Barrie            |
| 2005 | Leonardo DiCaprio      | L'aviador                                              | Howard Hughes                       |
| 2005 | Clint Eastwood         | Million Dollar Baby                                    | Frankie Dunn                        |
| 2006 | Philip Seymour Hoffman | Capote                                                 | Truman Capote                       |
| 2006 | Terrence Howard        | Hustle & Flow                                          | Djay                                |
| 2006 | Heath Ledger           | Brokeback Mountain                                     | Ennis Del Mar                       |
| 2006 | Joaquin Phoenix        | A la corda fluixa                                      | Johnny Cash                         |
| 2006 | David Strathairn       | Bona nit i bona sort                                   | Edward R. Murrow                    |
| 2007 | Forest Whitaker        | The Last King of Scotland                              | Idi Amin                            |
| 2007 | Leonardo DiCaprio      | Diamant de sang                                        | Danny Archer                        |
| 2007 | Ryan Gosling           | Half Nelson                                            | Dan Dunne                           |
| 2007 | Peter O'Toole          | Venus                                                  | Maurice                             |
| 2007 | Will Smith             | La recerca de la felicitat                             | Chris Gardner                       |
| 2008 | Daniel Day-Lewis       | There Will Be Blood                                    | Daniel Plainview                    |
| 2008 | George Clooney         | Michael Clayton                                        | Michael Clayton                     |
| 2008 | Johnny Depp            | Sweeney Todd: el barber diabòlic del carrer Fleet      | Sweeney Todd                        |
| 2008 | Tommy Lee Jones        | A la vall d'Elah                                       | Hank Deerfield                      |
| 2008 | Viggo Mortensen        | Promeses de l'est                                      | Nikolai Luzhin                      |
| 2009 | Sean Penn              | Em dic Harvey Milk                                     | Harvey Milk                         |
| 2009 | Richard Jenkins        | The Visitor                                            | Walter Vale                         |
| 2009 | Frank Langella         | Frost/Nixon                                            | Richard Nixon                       |
| 2009 | Brad Pitt              | El curiós cas de Benjamin Button                       | Benjamin Button                     |
| 2009 | Mickey Rourke          | El lluitador                                           | Randy "The Ram" Robinson            |

### Dècada del 2010
| Any  | Actor                | Pel·lícula               | Paper                   |
| ---- | -------------------- | ------------------------ | ----------------------- |
| 2010 | Jeff Bridges         | Crazy Heart              | Bad Blake               |
| 2010 | George Clooney       | Up in the Air            | Ryan Bingham            |
| 2010 | Colin Firth          | A Single Man             | George Falconer         |
| 2010 | Morgan Freeman       | Invictus                 | Nelson Mandela          |
| 2010 | Jeremy Renner        | En terra hostil          | Sergent William James   |
| 2011 | Colin Firth          | El discurs del rei       | Jordi VI                |
| 2011 | Javier Bardem        | Biutiful                 | Uxbal                   |
| 2011 | Jeff Bridges         | True Grit                | Rooster Cogburn         |
| 2011 | Jesse Eisenberg      | La xarxa social          | Mark Zuckerberg         |
| 2011 | James Franco         | 127 Hours                | Aron Ralston            |
| 2012 | Jean Dujardin        | The Artist               | George Valentin         |
| 2012 | George Clooney       | The Descendants          | Matt King               |
| 2012 | Gary Oldman          | El talp                  | George Smiley           |
| 2012 | Brad Pitt            | Moneyball                | Billy Beane             |
| 2012 | Demián Bichir        | A Better Life            | Carlos Galindo          |
| 2013 | Daniel Day-Lewis     | Lincoln                  | Abraham Lincoln         |
| 2013 | Bradley Cooper       | Silver Linings Playbook  | Pat Solitano Jr.        |
| 2013 | Hugh Jackman         | Les Misérables           | Jean Valjean            |
| 2013 | Joaquin Phoenix      | The Master               | Freddie Quell           |
| 2013 | Denzel Washington    | Flight                   | Capità William Whitaker |
| 2014 | Matthew McConaughey  | Dallas Buyers Club       | Ron Woodroof            |
| 2014 | Christian Bale       | American Hustle          | Irving Rosenfeld        |
| 2014 | Bruce Dern           | Nebraska                 | Woody Grant             |
| 2014 | Leonardo DiCaprio    | The Wolf of Wall Street  | Jordan Belfort          |
| 2014 | Chiwetel Ejiofor     | 12 anys d'esclavitud     | Solomon Northrup        |
| 2015 | Eddie Redmayne       | The Theory of Everything | Stephen Hawking         |
| 2015 | Steve Carell         | Foxcatcher               | John du Pont            |
| 2015 | Benedict Cumberbatch | The Imitation Game       | Alan Turing             |
| 2015 | Bradley Cooper       | American Sniper          | Chris Kyle              |
| 2015 | Michael Keaton       | Birdman                  | Riggan                  |
| 2016 | Leonardo DiCaprio    | The Revenant             | Hugh Glass              |
| 2016 | Bryan Cranston       | Trumbo                   | Dalton Trumbo           |
| 2016 | Matt Damon           | The Martian              | Mark Watney             |
| 2016 | Michael Fassbender   | Steve Jobs               | Steve Jobs              |
| 2016 | Eddie Redmayne       | The Danish Girl          | Lili Elbe               |
| 2017 | Casey Affleck        | Manchester by the Sea    | Lee Chandler            |
| 2017 | Andrew Garfield      | Hacksaw Ridge            | Desmond Doss            |
| 2017 | Ryan Gosling         | La La Land               | Sebastian Wilder        |
| 2017 | Viggo Mortensen      | Capità fantàstic         | Ben Cash                |
| 2017 | Denzel Washington    | Fences                   | Troy Maxson             |
| 2018 | Gary Oldman          | Darkest Hour             | Winston Churchill       |
| 2018 | Timothée Chalamet    | Call Me by Your Name     | Elio Perlman            |
| 2018 | Daniel Day-Lewis     | Phantom Thread           | Reynolds Woodcock       |
| 2018 | Daniel Kaluuya       | Get Out                  | Chris Washington        |
| 2018 | Denzel Washington    | Roman J. Israel, Esq.    | Roman J. Israel         |
| 2019 | Rami Malek           | Bohemian Rhapsody        | Freddie Mercury         |
| 2019 | Christian Bale       | El vici del poder        | Dick Cheney             |
| 2019 | Bradley Cooper       | A Star Is Born           | Jackson Maine           |
| 2019 | Willem Dafoe         | At Eternity's Gate       | Vincent van Gogh        |
| 2019 | Viggo Mortensen      | Green Book               | Tony Lip                |

### Dècada del 2020
| Any  | Actor                | Pel·lícula                          | Paper                     |
| ---- | -------------------- | ----------------------------------- | ------------------------- |
| 2020 | Joaquin Phoenix      | Joker                               | Arthur Fleck / Joker      |
| 2020 | Antonio Banderas     | Dolor y gloria                      | Salvador Mallo            |
| 2020 | Leonardo DiCaprio    | Once Upon a Time in Hollywood       | Rick Dalton               |
| 2020 | Adam Driver          | Marriage Story                      | Charlie Barber            |
| 2020 | Jonathan Pryce       | The Two Popes                       | Jorge Mario Bergoglio     |
| 2021 | Anthony Hopkins      | El pare                             | Anthony                   |
| 2021 | Riz Ahmed            | Sound of Metal                      | Ruben Stone               |
| 2021 | Chadwick Boseman     | Ma Rainey's Black Bottom            | Levee Green               |
| 2021 | Gary Oldman          | Mank                                | Herman J. Mankiewicz      |
| 2021 | Steven Yeun          | Minari: Història de la meva família | Jacob Yi                  |
| 2022 | Will Smith           | King Richard                        | Richard Williams          |
| 2022 | Javier Bardem        | Being the Ricardos                  | Desi Arnaz                |
| 2022 | Benedict Cumberbatch | The Power of the Dog                | Phil Burbank              |
| 2022 | Andrew Garfield      | tick, tick... BOOM!                 | Jonathan Larson           |
| 2022 | Denzel Washington    | The Tragedy of Macbeth              | Lord Macbeth              |
| 2023 | Brendan Fraser       | The Whale                           | Charlie                   |
| 2023 | Austin Butler        | Elvis                               | Elvis Presley             |
| 2023 | Colin Farrell        | The Banshees of Inisherin           | Pádraic Súilleabháin      |
| 2023 | Paul Mescal          | Aftersun                            | Calum Paterson            |
| 2023 | Bill Nighy           | Living                              | Rodney Williams           |
| 2024 | Cillian Murphy       | Oppenheimer                         | Robert Oppenheimer        |
| 2024 | Bradley Cooper       | Maestro                             | Leonard Bernstein         |
| 2024 | Colman Domingo       | Rustin                              | Bayard Rustin             |
| 2024 | Paul Giamatti        | The Holdovers                       | Paul Hunham               |
| 2024 | Jeffrey Wright       | American Fiction                    | Thelonious "Monk" Ellison |
| 2025 | Adrien Brody         | The Brutalist                       | László Tóth               |
| 2025 | Timothée Chalamet    | A Complete Unknown                  | Bob Dylan                 |
| 2025 | Colman Domingo       | Sing Sing                           | John "Divine G" Whitfield |
| 2025 | Ralph Fiennes        | Conclave                            | Cardenal Thomas Lawrence  |
| 2025 | Sebastian Stan       | The Apprentice                      | Donald Trump              |

## Dades destacades
| Superlatiu                      | Millor actor | Millor actor                   | Millor actor secundari | Millor actor secundari                                    | En conjunt | En conjunt                                     |
| ------------------------------- | ------------ | ------------------------------ | ---------------------- | --------------------------------------------------------- | ---------- | ---------------------------------------------- |
| Més premis                      | 3            | Daniel Day-Lewis               | 3                      | Walter Brennan                                            | 3          | Walter Brennan Jack Nicholson Daniel Day-Lewis |
| Més nominacions                 | 9            | Spencer Tracy Laurence Olivier | 4                      | Walter Brennan Claude Rains Arthur Kennedy Jack Nicholson | 12         | Jack Nicholson                                 |
| Més nominacions (sense guanyar) | 8            | Peter O'Toole                  | 4                      | Claude Rains Arthur Kennedy                               | 8          | Peter O'Toole                                  |
| Guanyador de més edat           | 83           | Anthony Hopkins                | 82                     | Christopher Plummer                                       | 83         | Anthony Hopkins                                |
| Nominat de més edat             | 83           | Anthony Hopkins                | 82                     | Hal Holbrook                                              | 83         | Anthony Hopkins                                |
| Guanyador més jove              | 29           | Adrien Brody                   | 20                     | Timothy Hutton                                            | 20         | Timothy Hutton                                 |
| Nominat més jove                | 9            | Jackie Cooper                  | 8                      | Justin Henry                                              | 8          | Justin Henry                                   |

### Els més guardonats
Actors amb més premis Oscar:
| Núm. | Actor/s |
| ---- | --- |
| 3    | Daniel Day-Lewis |
| 2    | Marlon Brando, Gary Cooper, Tom Hanks, Dustin Hoffman, Anthony Hopkins, Fredric March, Jack Nicholson, Sean Penn, Spencer Tracy |

### Els més nominats
Actors amb més nominacions:
| Núm. | Actor/s |
| ---- | --- |
| 9    | Laurence Olivier, Spencer Tracy |
| 8    | Paul Newman, Jack Nicholson, Peter O'Toole |
| 7    | Marlon Brando, Dustin Hoffman, Jack Lemmon, Denzel Washington |
| 6    | Richard Burton, Daniel Day-Lewis |
| 5    | Gary Cooper, Robert De Niro, Leonardo DiCaprio, Tom Hanks, Fredric March, Paul Muni, Al Pacino, Gregory Peck, Sean Penn, James Stewart |
| 4    | Warren Beatty, Charles Boyer, Michael Caine, Albert Finney, Anthony Hopkins, Burt Lancaster |
| 3    | Javier Bardem, Humphrey Bogart, Jeff Bridges, James Cagney, Montgomery Clift, George Clooney, Ronald Colman, Bradley Cooper, Bing Crosby, Russell Crowe, Johnny Depp, Kirk Douglas, Robert Duvall, Morgan Freeman, Clark Gable, William Holden, William Hurt, Charles Laughton, Marcello Mastroianni, Viggo Mortensen, Gary Oldman, Joaquin Phoenix, William Powell, Will Smith, Jon Voight, Robin Williams |
| 2    | Alan Arkin, Christian Bale, Nicolas Cage, Tom Cruise, Benedict Cumberbatch, Matt Damon, James Dean, Richard Dreyfuss, Clint Eastwood, José Ferrer, Peter Finch, Colin Firth, Henry Fonda, Andrew Garfield, Ryan Gosling, Cary Grant, Alec Guinness, Gene Hackman, Richard Harris, Rex Harrison, Leslie Howard, Walter Huston, Ben Kingsley, Walter Matthau, Robert Montgomery, Nick Nolte, Walter Pidgeon, Brad Pitt, Sidney Poitier, Anthony Quinn, Eddie Redmayne, Mickey Rooney, Geoffrey Rush, Maximilian Schell, George C. Scott, Peter Sellers, Rod Steiger, John Travolta, John Wayne |